# 伊斯兰教
（羅馬化：al-'islām；發音：[alʔɪsˈlaːm] ⓘ）是以《古蘭經》為基礎，聖訓為輔助的一神教宗教，世界三大宗教之一。穆斯林（伊斯蘭教信徒）相信《古蘭經》為造物主命天使給其最後使者穆罕默德逐字逐句的啟示，而聖訓則是穆罕默德的言行錄。伊斯蘭这一名称來自《古蘭經》，源自閃语字根S-L-M，意為「追隨、服從（真主的律法）」；穆斯林這個詞也來自這個字根，意為「服從（造物主）者」「追隨者」「和平與善的实踐者」。

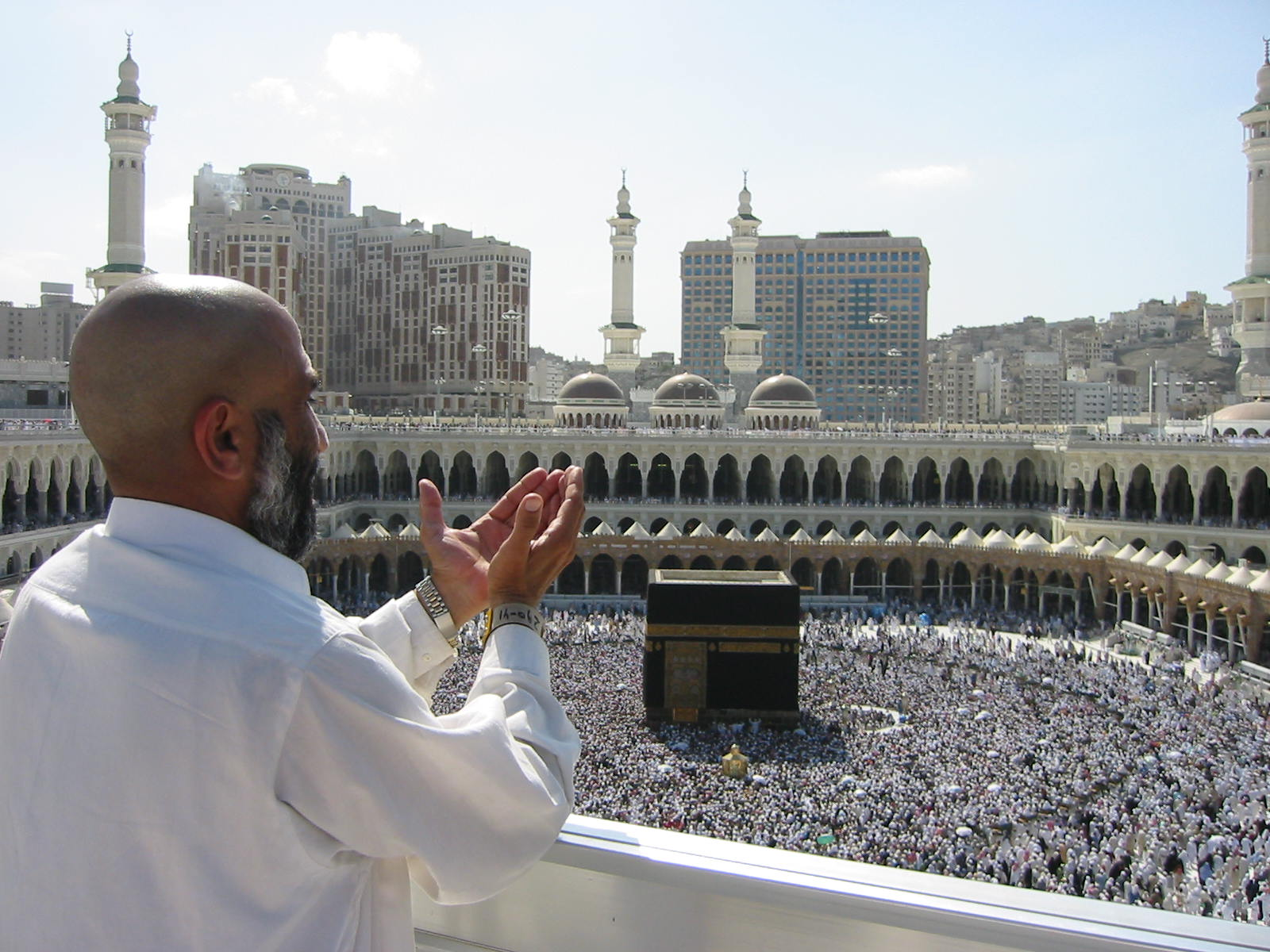
一名穆斯林在朝覲過程當中在麥加禮拜

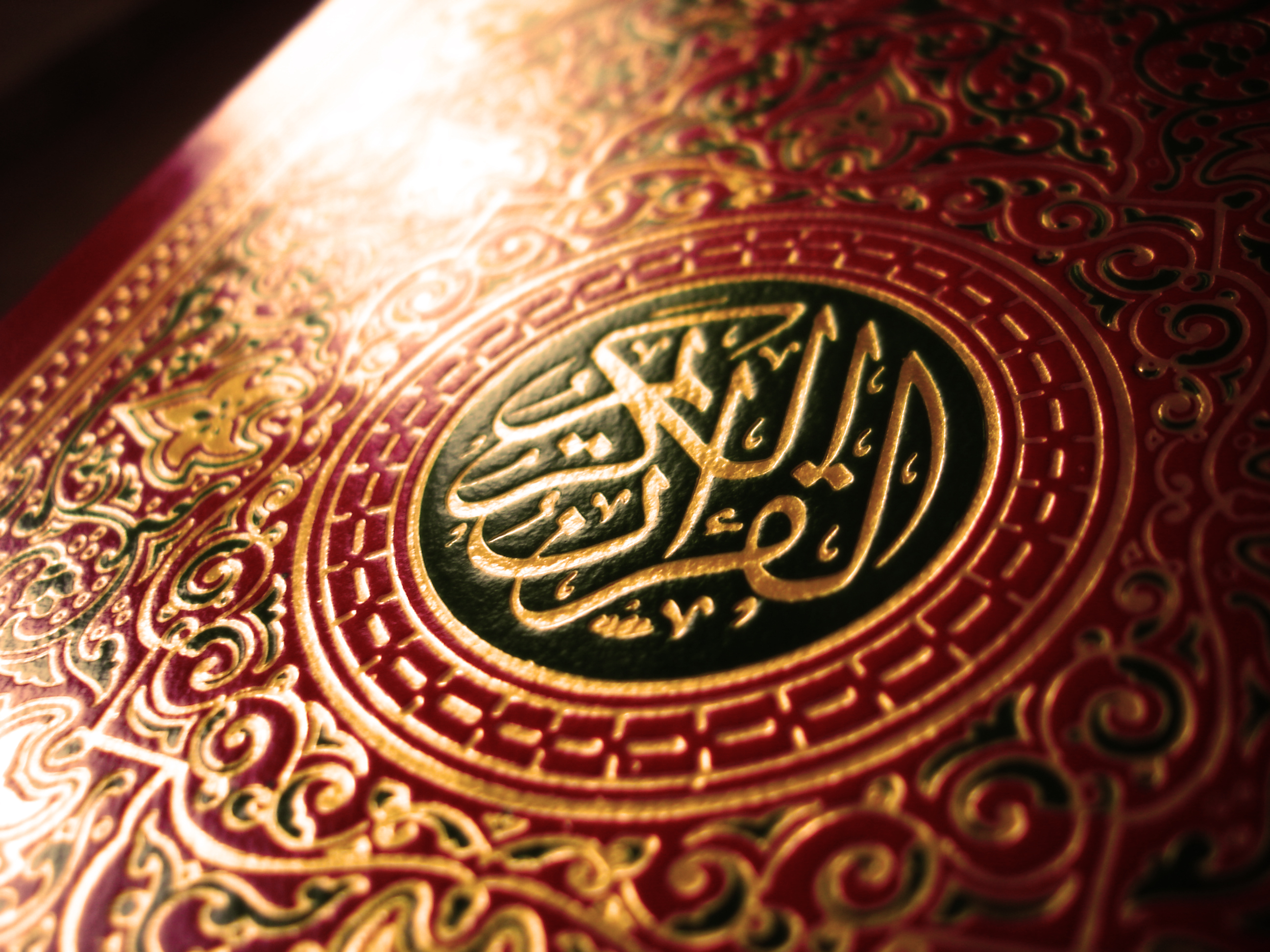
古蘭經

穆斯林信仰“獨一且無與倫比”的造物主安拉，并相信人生意義和目的是服從並取悅造物主安拉（真主）並慈愛所有真主的創造物；伊斯蘭教導安拉在人類歷史長河裏歷代各個時期、個個民族都有派遣了众多先使者帶領並教導人類伊斯蘭正信和生活方式，始於人類共同祖先阿丹（亞當）、努哈（諾亞）、還包括易卜拉欣（亞伯拉罕）、穆萨（摩西）、爾撒（耶穌）等，而先知穆罕默德是最後一位，古蘭經載有他所得的訊息。伊斯蘭的教義色彩較其他宗教更明顯，而強調信仰與生活方式的價值觀，伊斯蘭的基本功修包括五功，是為「念、禮、齋、課、朝」，五功是穆斯林需要奉行的五個基本義務。伊斯蘭還擁有自己的一套宗教法律，該法律實際觸及生活衣食住行及社會的每一個層面，由飲食、金融到戰事以及福利等各方面。
在先知穆罕默德逝世後，伊斯蘭持續並迅速發展，短短一世紀内傳遍了大片的地區，並制定了哈里發制度，傳教活動亦吸引更多人改信伊斯蘭。早期哈里發的政策、穆斯林的經濟及商貿開拓及後來奧斯曼帝國的擴張都使伊斯蘭從麥加向大西洋及太平洋的方向擴散，形成穆斯林世界。
多數的穆斯林屬於遜尼派（順尼派）（75%—90%）及什叶派（10%—20%）两大伊斯蘭學派，此外两派中均有人同时信仰伊斯兰神秘主义。伊斯蘭是西亞、中亞、南亞、東南亞主要部分及非洲的大部分的主流信仰。在歐洲巴爾幹半島、中国西北地区、俄罗斯西南部及加勒比地區都可找到龐大的穆斯林社群。穆斯林最多的國家是印度尼西亚，這裡居住著全球穆斯林總數的15%。南亞、西亞及北非的穆斯林分別佔全球總數的25%、20%及15%。皈依伊斯蘭的穆斯林幾乎可在世界的每個角落都可找到。截至2010年，全球約有16億穆斯林，預估2030年將達到22億人，分別佔23.4%和近26.4%的世界人口。在信徒人數上，伊斯蘭是世界第二大宗教，是目前世上增長得最快的宗教。

## 語源及字義
「伊斯蘭」是一個動名詞，出自閃語三字母的字根「s-l-m」，後來成為阿拉伯語動詞「Aslama」，意指「接納、追隨、服從」。伊斯蘭的意思是接納、追隨和服從真主的命令或意志，而穆斯林是同一個動詞形式的分詞，意思是「追隨者」、「擁護者」、「服從者」，用以指稱伊斯蘭教的信徒或所有服從造物主的事、物，因為信徒實踐信仰方式包括行善、禮拜和遵從真主的指示。在《古蘭經》裡，伊斯蘭一詞有時帶有獨特的言外之意。在一些經文當中，這個詞語帶出了冥冥中自有主宰的意思：「真主欲使誰遵循正道，就使誰的心胸為伊斯蘭而敞開；……」
有一些經文則將伊斯蘭指稱這個正信：「今天，我已為你們成全你們的宗教（正信），我已完成我所賜你們的恩典，我已選擇伊斯蘭作為你們的宗教（正信）。」另一些經文則形容伊斯蘭所指的接納和追隨的意思，是真心誠意的歸依真主，而不僅是口頭上的承諾。在加百列聖訓裡，伊斯蘭是伊斯蘭三大要素的其中一個，另外兩個是伊瑪尼（正信）及伊赫桑（卓越），這裡的伊斯蘭在信仰學上就是認主學，從歷史上認定穆罕默德是真主的最後使者，並在教義上要求穆斯林奉行五個基本支柱的功修。
伊斯兰教在中国旧称“回教”“回回教”“清真教”“天方教”等，新加坡当代则仍称“回教”。“回教”這個名稱的意思是“回族信奉的宗教”，在中华人民共和国成立前的汉族聚居区多用此名，后来中国大陆因为有其他民族也信此教等原因，改用国际通称“伊斯兰教”。

## 信條

### 真主

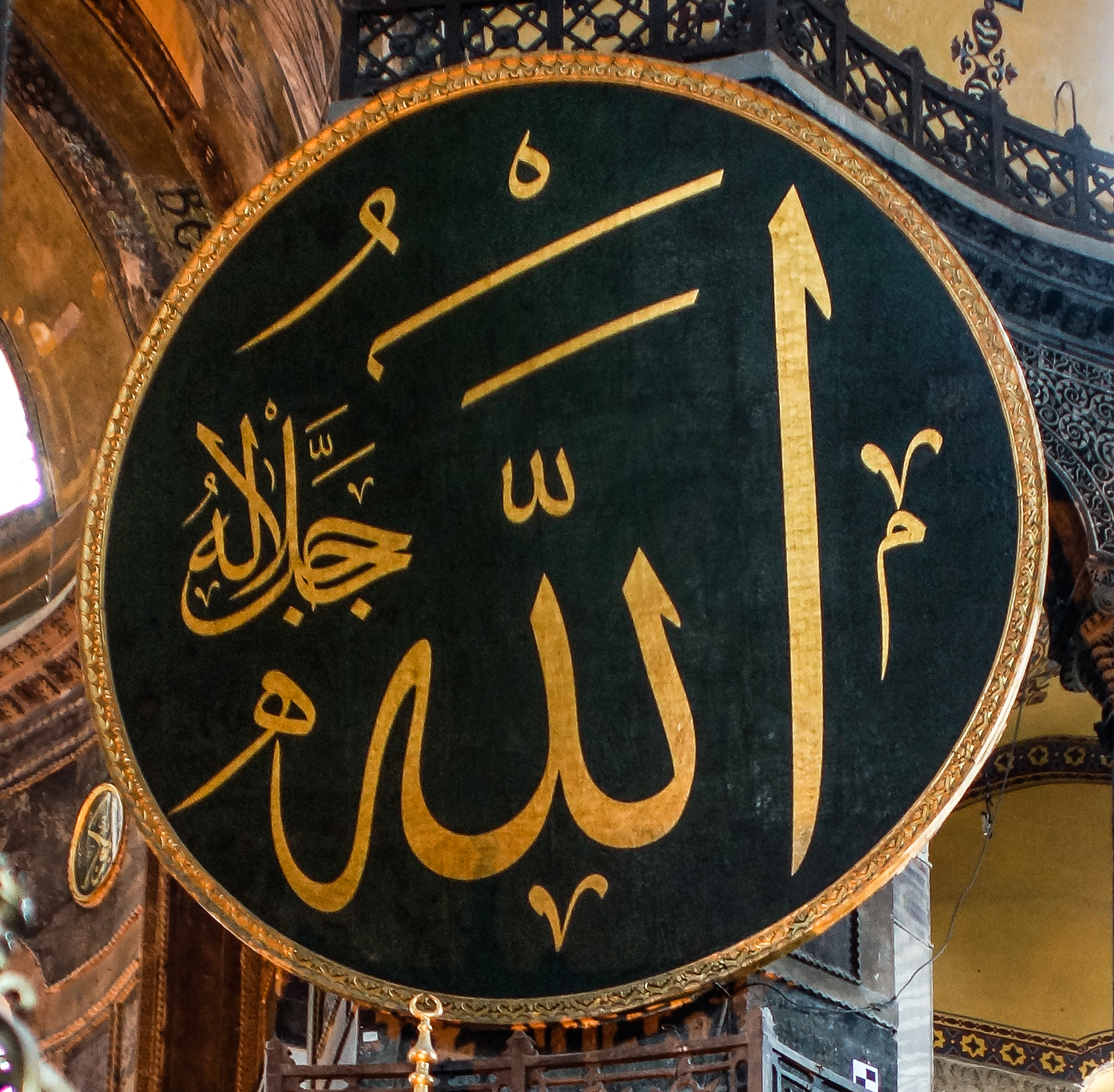
土耳其伊斯坦堡聖索菲亞大教堂的圓形圖案寫有「安拉」（真主）的字樣

伊斯蘭教的基本信仰學觀念是認主學，即是伊斯蘭的信主獨一論。真主在阿拉伯語裡稱作安拉，部分學者相信那是「al-ʾilāh」（主）的簡化字，又有人將之追溯到阿拉姆語「Alāhā」。五功之一的認主學在清真言裡有述，宣稱除了安拉以外再也沒有其他的主宰，穆罕默德是安拉的最後使者，《古蘭經》裡斷定了祂的獨一性：「除真主外，假若天地間還有許多神明，那麼，天地必定破壞了……」。《古蘭經》又把真主描述為：「祂是真主，是獨一的主；真主是萬物所仰賴的；祂沒有生產，也沒有被生產；沒有任何物可以做祂的匹敵。」穆斯林堅信，真主不僅僅是某個民族的主，而是全人類的主，全世界的主，甚至是眾世界的養主、普慈特慈的主。他們也相信真主所造之物是受祂掌管、管理和支配，生命的意義是信仰、崇拜和服從祂。
伊斯蘭教的信仰是嚴格的一位論，真主阿拉是唯一真主。穆斯林認為耶穌是前代的其中一位先聖先賢、一位先知、一位偉人，但僅只可以稱耶穌為真主的使者，就像穆罕默德一樣。他們並不認同基督教三位一體的教義，認為那是多神論。

### 預定
預定，又稱前定，根據遜尼派對「前定」的信條，真主已預定所有事物。《古蘭經》的經文也有說明，如：「我們只遇到真主所註定的勝敗，是我們的保佑者……」穆斯林認為世上發生的所有善或惡的事物都是早已預定的，真主不容許的事物便不會發生，他把每個人已發生的事和即將發生的事都寫在一塊被嚴加保護的板子上。據穆斯林學者所述，人類的所作所為是可以自主的，也是真主的意志，有不可改變部分（天生的），也有可改變部分（人爲部分），人類只為自己的所作所為負責，不負其他人的責。大部分什葉派都不同意前定的說法。

### 天使
對天使、天神的看法在伊斯蘭的信仰裡至關重要，天使、天神的阿拉伯語「馬拉克」（阿拉伯语： malak）意指使者，與希伯來語「馬拉克赫」（malʾákh）及希臘語「安基盧斯」（angelos），在中文则与道教的「力士（黄巾力士）」相近。據《古蘭經》所說，天使、天神沒有自由意志，有別於人類，他們是完完全全追隨、服從真主的所有命令。天使、天神的職責包括轉達真主的啓示、讚美真主、記下每個人的行為（俱生神）以及在人們去世時取去他們的魂魄（死神）---等等。《古蘭經》裡是這樣描述天使的：「每個天神具有兩翼，或三翼，或四翼。祂（真主）在創造中增加祂所欲增加的……」
由於伊斯蘭不接受把無形的事物形象化，因此伊斯蘭藝術一般來說都避免用圖畫描繪天使、天神。穆斯林相信天使、天神本體是不能被肉眼所見，穆罕默德等先知都是通過接觸人形化的天使、天神那裡獲得天啟。他們不相信天上的事物能夠用形像來表示，在伊斯蘭，如西方藝術中的天使圖像與對天使外觀的觀念，並不存在。

### 天啟

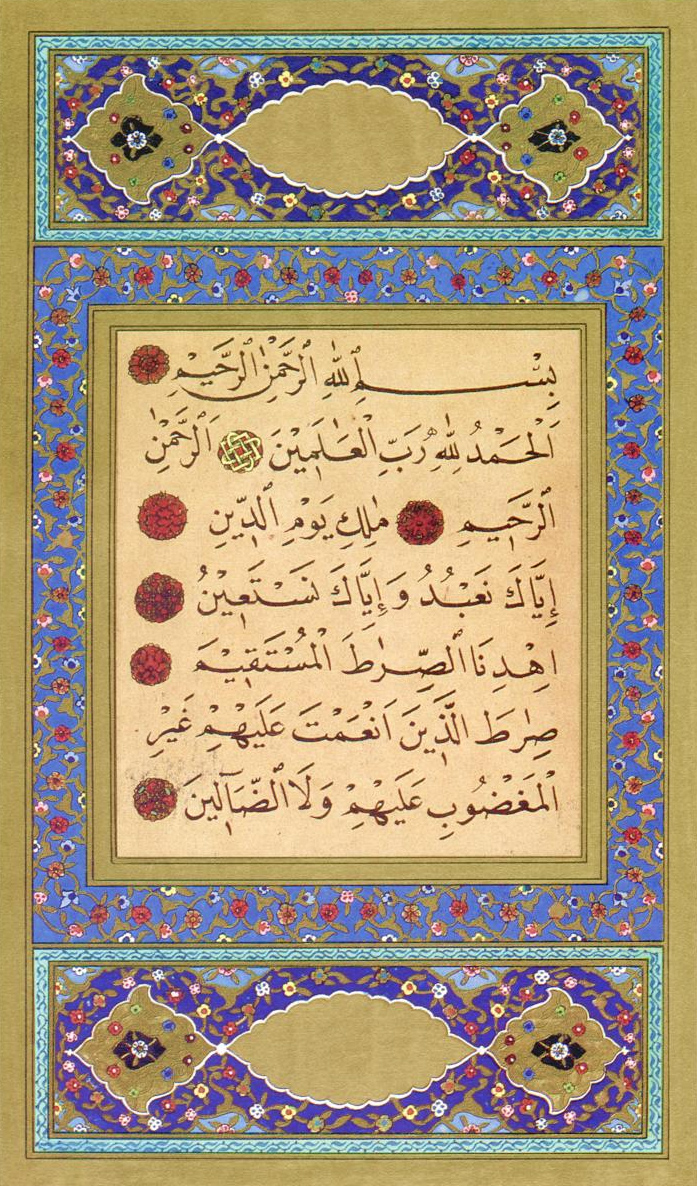
奥斯曼帝国书法大师阿齊茲先生手抄的《古蘭經》，開端章

大部分穆斯林相信伊斯蘭的聖書是真主向先知口授並被紀錄下來的典籍。穆斯林相信所有真主在以前啟示衆先知使者們的經典，其中給穆薩（摩西）和爾撒（耶穌）並紀錄在討拉特（妥拉）及引支勒（福音書）的部分內容遭到扭曲、篡改，（現在已不存在，只有極少殘餘碎片）混入了作者的言語。《古蘭經》是真主啓示的原文，並且是真主最後的啟示，也是阿拉伯語最出色的文學典範。
穆斯林相信《古蘭經》的經文是真主在公元610年開始透過天使加百列向穆罕默德作出的啟示，直至穆罕默德在632年6月8日逝世為止。在穆罕默德在世的時候，所有啟示都通過他的同伴（薩哈巴）傳承下來，但主要的傳承方式是背誦者，當時就有許多薩哈巴們背記下全部、整本《古蘭經》，直到今天有數以百萬計背誦者，之後才再收集成冊。
《古蘭經》分為114個蘇拉（章），共有6236節阿亞（節）。年代較早（麥加時期）的一些蘇拉主要論及倫理及宗教話題，較後期（麥地那時期）的蘇拉則主要討論與穆斯林社會相關的社會及道德事項。《古蘭經》較為側重在道德方面給予指引，而不是法律指示，它被視為是「伊斯蘭教原則及價值的原始資料」。穆斯林法學家會在詮釋《古蘭經》的時候參考聖訓或穆罕默德的生平紀錄作為詮釋和具體示範。對《古蘭經》的詮釋被稱為塔夫細爾。
「古蘭」一詞是阿拉伯語的譯音，解作朗讀，穆斯林所指的《古蘭經》，是指阿拉伯語的原版，而不是它的複印品及譯本。對於穆斯林來說，阿拉伯語原文的古蘭經才是完美的，因為它是“啟示的原文”，譯文會因語言、時代不同及誤譯而造成缺失，譯本只會被視為是《古蘭經》的註釋。

### 先知

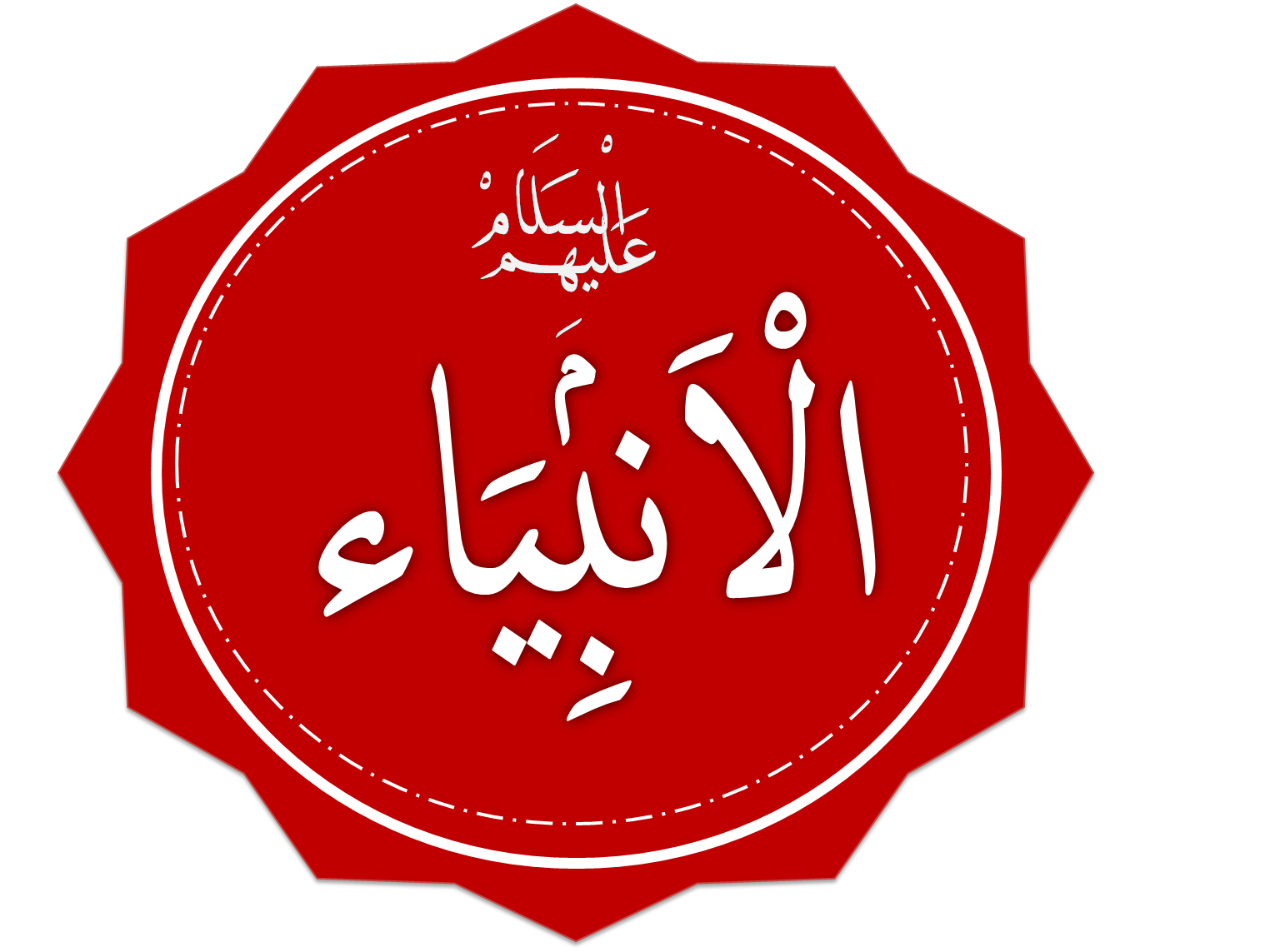
安比雅在伊斯蘭教裡是指過去的先知

穆斯林相信先知們（阿拉伯语： anbiyāʾ ）是被真主挑選成為替祂傳遞信息的人物（使者）。根據《古蘭經》，真主指示先知們把「真主的啓示」傳達給各國、各地、各民族的民眾。雖然先知們可以顯示真主給他們的奇蹟、神跡以證明他們的身份，但穆斯林相信他們都是凡人，而不是神明。伊斯蘭信仰學指出，所有真主的先知都宣揚伊斯蘭正信的信息，即傳遞真主的啓示正信～伊斯蘭，讓人們追隨和服從真主的意志。《古蘭經》提及許多先知，包括亞當、努哈、亞伯拉罕、摩西，爾撒（即耶稣）等。伊斯兰教也认同耶稣的存在，也非常尊崇耶穌，但不相信耶穌是神或者神的儿子——穆斯林们相信耶穌是穆罕默德之前的衆多伟大先知之一。
穆斯林相信真主指派的穆罕默德是最後一位帶有真主訊息的先知（眾先知的封印），向人類傳達載於《古蘭經》當中完美無暇的最後訓示。在伊斯蘭裡，穆罕默德生平的「基準」範例稱為遜奈（字面上解作「行走的道路」）。這些事跡被保存下來成為傳說，稱為聖訓，詳細敘述他的言語、行為及個人特徵。庫德西聖訓是其中一種聖訓，是穆罕默德用自己的言語複述真主的說話，而《古蘭經》則被認為是真主的原話。古典穆斯林法學家沙斐儀強調遜奈在伊斯蘭法裡的重要性，把遜奈視為僅次於《古蘭經》的法律來源。
穆斯林是跟隨所有歷代、各民族衆使者們信和行（信仰和生活方式），而不是信或崇拜他們。

### 末日審判與復活
對於穆斯林來說，審判日（阿拉伯语： Yawm al-Qiyāmah）的信條亦十分重要。他們認為真主已經預定了審判日的時間，是人類不能預知的。審判日的審判及大災難也在《古蘭經》及聖訓裡被描述出來，伊斯蘭學者的詮釋亦有所提及。與前伊斯蘭阿拉伯國家時期人們對認知不同，《古蘭經》強調了死者復活，說明人類被聚集起來之後，亡者便會復活，以真主的審判作終。
穆斯林相信所有人類會在審判日被復活並接受審判，以決定他們的歸宿，善功重的進天園，罪恶重的入火獄。《古蘭經》在地震章裡把末日審判描述為「以便他們得見自己行為的報應，行一個小螞蟻重的善事者，將見其善報；作一個小螞蟻重的惡事者，將見其惡報」。《古蘭經》列出一些會使一個人被打下火獄的罪行，如至死不信、高利盤剝及犯姦淫等。不過，《古蘭經》明確地指出真誠悔過的人可以獲得真主的赦免。施捨、禮拜、愛護動物等善行可以得到進入天園的回報。穆斯林視天園為極樂世界，《古蘭經》有提及天園的特徵及身處其中者實在所得的喜事。有伊斯蘭教的神秘學說認為天園的喜事是指精神上的快樂。
《古蘭經》裡有時會把審判日稱為「報應日」（阿拉伯语： Yawm ad-Dīn）、「復活時刻」（阿拉伯语： as-sāʿah）及「大難」（阿拉伯语： al-Qāriʿah）。

## 五功
五功是伊斯蘭教的五項基本習俗，被認為是所有穆斯林都需要遵行的義務。《古蘭經》指出五功是穆斯林崇拜真主及履行宗教信仰的準則和證明，分別是「念、拜、齋、課、朝」，五種，證信（清真言）、禮拜（薩拉特）、施捨（天課）、齋戒月齋戒及在身體及財政條件許可之下於有生之年至少有一次到麥加朝覲。什葉派及遜尼派都同意這五個項目就是五功。

### 證信

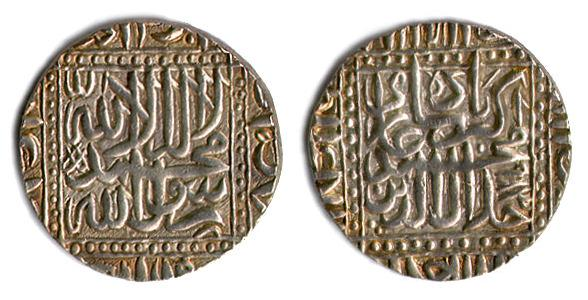
莫卧儿帝國皇帝阿克巴时期的銀幣，一面（左）的文字为清真言

清真言是伊斯蘭教的基本信條，是以證信（宣誓）的具體聲明：「萬物非主，唯有真主；穆罕默德，是主使者。」在念「萬物非主，唯有真主」時須右手伸出食指比出1的手勢，代表「認主獨一」；念「穆罕默德，是主使者。」時，食指收回握拳。前半部分表示聲明者承認真主是唯一敬拜的神，這亦意味著聲明者跟從真主在《古蘭經》所作的啟示和律例。後半部分表示他們崇拜的真主是通過先知穆罕默德接觸他們。
穆斯林在奉行五個教規規訂的禮拜時都會誦讀清真言，以示他們追隨真主的意志，一些非穆斯林要改信伊斯蘭教也要吟誦清真言，在此後被正式視為穆斯林。清真言經常都出現在書法作品、清真寺的牆上、公眾場所及穆斯林的家裡，用以提醒穆斯林要崇拜獨一的真主。

### 禮拜

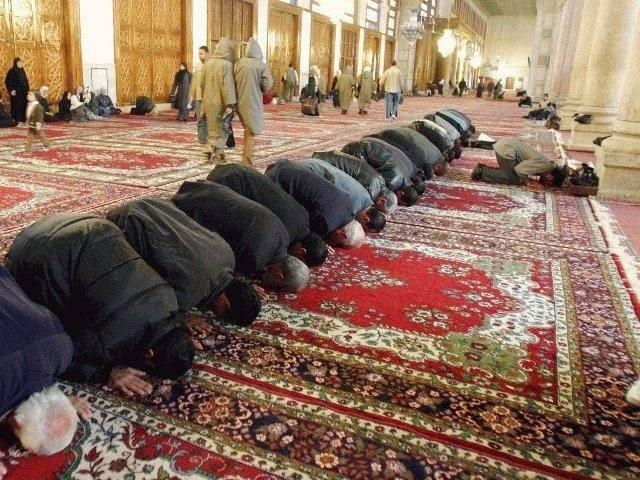
穆斯林男子在大馬士革倭馬亞大清真寺禮拜期間俯伏在地

穆斯林每天必須禮拜五次，伊斯蘭教的禮拜稱為薩拉赫或薩拉特（阿拉伯语： Ṣalāh Ṣalāt）。每次禮拜都面向麥加的克爾白進行。薩拉赫的意義是要專心致志予真主，被視為與真主的私人溝通，以表達感謝及崇拜之意。薩拉赫是必須履行的，但可視乎情況而彈性處理，如老人、病人、軍人、旅宿者、孕婦、殘障人士等，可以減免禮拜次數。在許多穆斯林國家，當地的清真寺會在適時公開播音喚禮。禱文以阿拉伯語誦讀，由《古蘭经》的經文及讚美真主的用語組成。
清真寺是穆斯林的禮拜場所，穆斯林經常都用阿拉伯語「馬斯吉德」來指稱清真寺。漢語的清真寺是指所有用於伊斯蘭教禮拜活動的建築物，但在阿拉伯語裡，私人的小型清真寺與公眾的大型清真寺有不同的名稱。雖然清真寺的主要用途是用作禮拜場所，但它亦是穆斯林社群聚會及學習的地方，麥地那的先知寺曾經是貧苦人士的庇護所。最早的一些清真寺沒有叫拜樓，於是派人在其他地方召喚穆斯林前來禮拜，大部分現代清真寺都有叫拜樓及穹頂構造。

### 施捨
天課（阿拉伯语： Zakāt）有「淨化」的意思，是指財政上有能力的穆斯林把累積的財富撥出一部分捐獻給貧困及有需要的人士。《古蘭經》指明這些捐獻僅給予「貧窮者、赤貧者、管理賑款者、心被團結者、無力贖身者、不能還債者、為主道工作者、途中窮困者」。這是一種宗教義務，不是自願性質的善舉，富人被認為是虧欠有需要者，因為他們的財富被視為是「真主託付的贈款」。據保守估計，穆斯林每年捐獻的天課總額是全球人道援助金的15倍。非貧困者每年需要捐獻的天課是資產的2.5%。《古蘭經》及聖訓又呼籲穆斯林自願作出更多的捐獻，這種自願性質的捐獻稱為薩達卡。

### 齋戒
伊斯蘭教的齋戒（阿拉伯语： ṣawm）要求穆斯林在賴買丹月（伊斯蘭曆的第九個月）的黎明至黃昏期間不吃不喝及避免性交，他們會在這段時期前往清真寺進行額外的禮拜。在賴買丹月結束的當晚，穆斯林會舉辦盛大的慶典。齋戒的用意是追求靠近真主的感覺，穆斯林在賴買丹月須對真主懷著感恩及依靠之心，以彌補他們過去所犯的過失，關注有需要的人。伊斯蘭教認為齋戒可以磨練穆斯林的道德品格，抵抗及遠離任何形式的罪惡。對於一些會造成過度負擔的人，如病人或孕婦來說，齋戒不是必須的，也容許根據情況作彈性的處理，未能在賴買丹月恪守齋戒的人須盡快彌補。
除了賴買丹月必須恪守的齋戒，穆斯林亦可在其他時間進行齋戒，以調整心態及銘記對真主的信仰。

### 朝覲

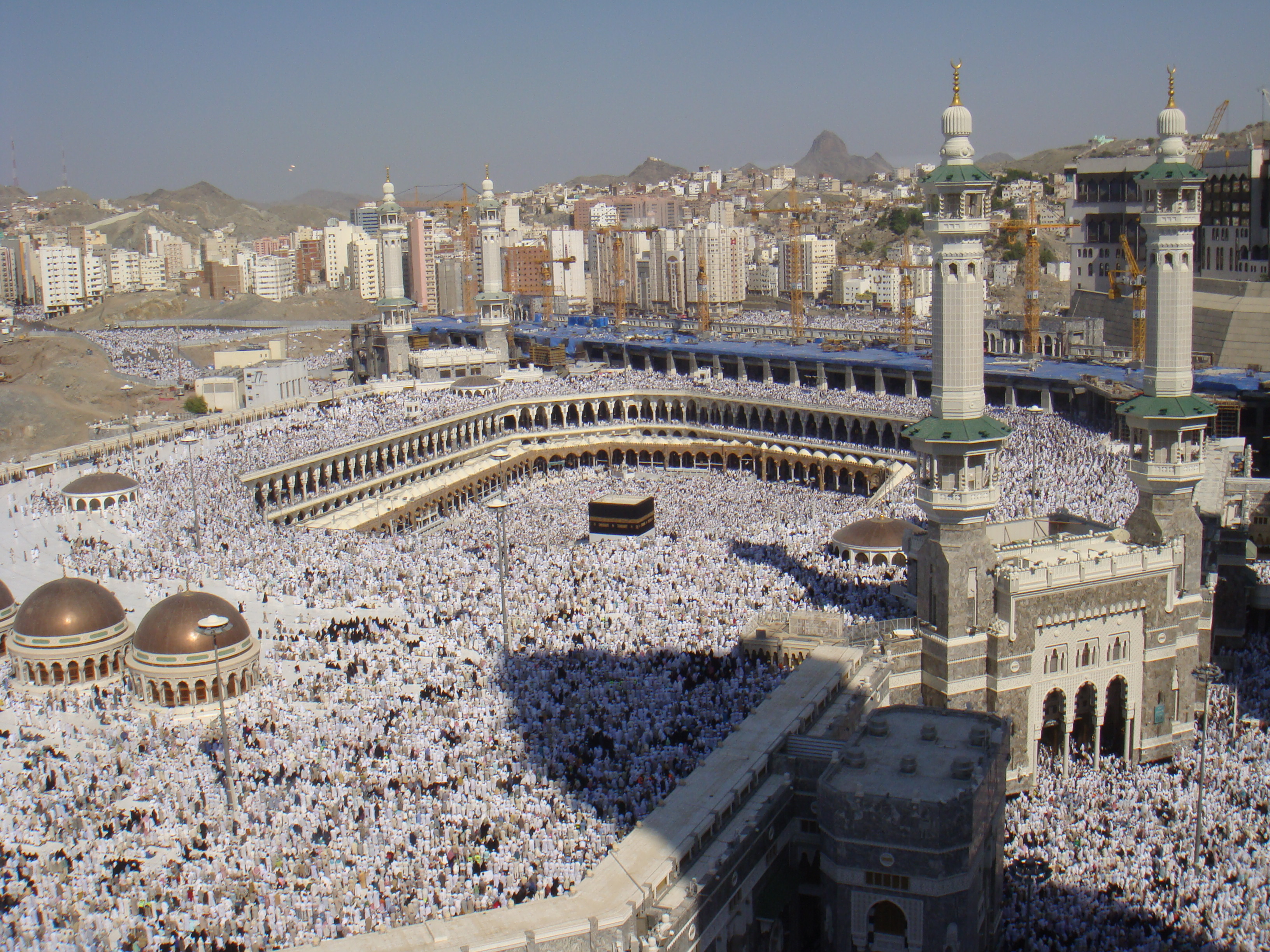
到禁寺朝覲的朝覲者

朝覲（阿拉伯语： ḥajj）是在伊斯蘭曆都爾黑哲月（伊斯蘭曆第十二個月）在麥加進行的宗教活動。任何體格健全有能力的穆斯林在一生裡至少須到麥加朝覲一次。當朝覲者進入麥加十公里範圍內時，朝覲者必須穿著受戒服裝。朝覲儀式包括在米納及阿拉法特宿夜進行禮拜，接着追溯亞伯拉罕的足跡在穆茲達里法宿夜之後轉至賈馬拉特，象徵式地向魔鬼投石，重覆亞伯拉罕做過的動作。朝覲者接着到麥加圍繞克爾白步行七圈，穆斯林相信克爾白是亞伯拉罕建造的禮拜場所。最後，朝覲者要在薩法山與麥爾沃山之間來回奔走七次，體驗亞伯拉罕的妻子夏甲為她的兒子伊斯梅爾尋找食水的考驗。曾經去過朝覲的男穆斯林稱為哈吉，女穆斯林稱為哈佳，在穆斯林世界裡倍受尊重。

## 法律與法學
沙里亞法規（字面解作「前往溫泉勝地的道路」）是由傳統伊斯蘭學術界所建立的伊斯蘭法律，大部分的穆斯林都遵從沙里亞法規。根據《大英百科全書》，沙里亞法規是「出於宗教信仰而使穆斯林負有義務遵守的一種問責制度」。
《古蘭經》制定了人們和社會的權利、責任及他們需要遵守的規則。穆罕默德則樹立榜樣，這些範例都記錄在聖訓裡，展示他在實際上如何於社會上落實這些規定。
伊斯蘭教法廣泛包羅每個細節，從國家大事如政府治理、外交到日常生活的事宜。《古蘭經》指出，侯杜德是五種特定罪行的刑罰，該五種罪行分別是偷盜、酗酒、私通、誣陷私通、搶劫。《古蘭經》及聖行裡亦包括了繼承法、婚姻法等法律及傷人、謀殺的賠償機制，還有齋戒、施捨、禮拜的律例。
法學家在《古蘭經》、聖行及通過其他方式找到的具體線索而解釋法理依據，是為費格赫（伊斯蘭教法學）。伊斯蘭教法淵源學則解釋伊斯蘭教法是如何從法律來源當中得出，並說明它們的分類、理解及應用方式。在9世紀，法學家馬立克·伊本·艾奈斯的學生沙斐儀把伊斯蘭教法學的理論編纂成典，他的著作稱為《法源論綱》，為伊斯蘭教法提供理論基礎。根據沙斐儀所述，伊斯蘭教法的來源有四個，依重要性排列分別是《古蘭經》、聖行（穆罕默德的言行）、穆斯林法學家的共識（伊制馬）及類比論證（格雅斯）。

### 法學家

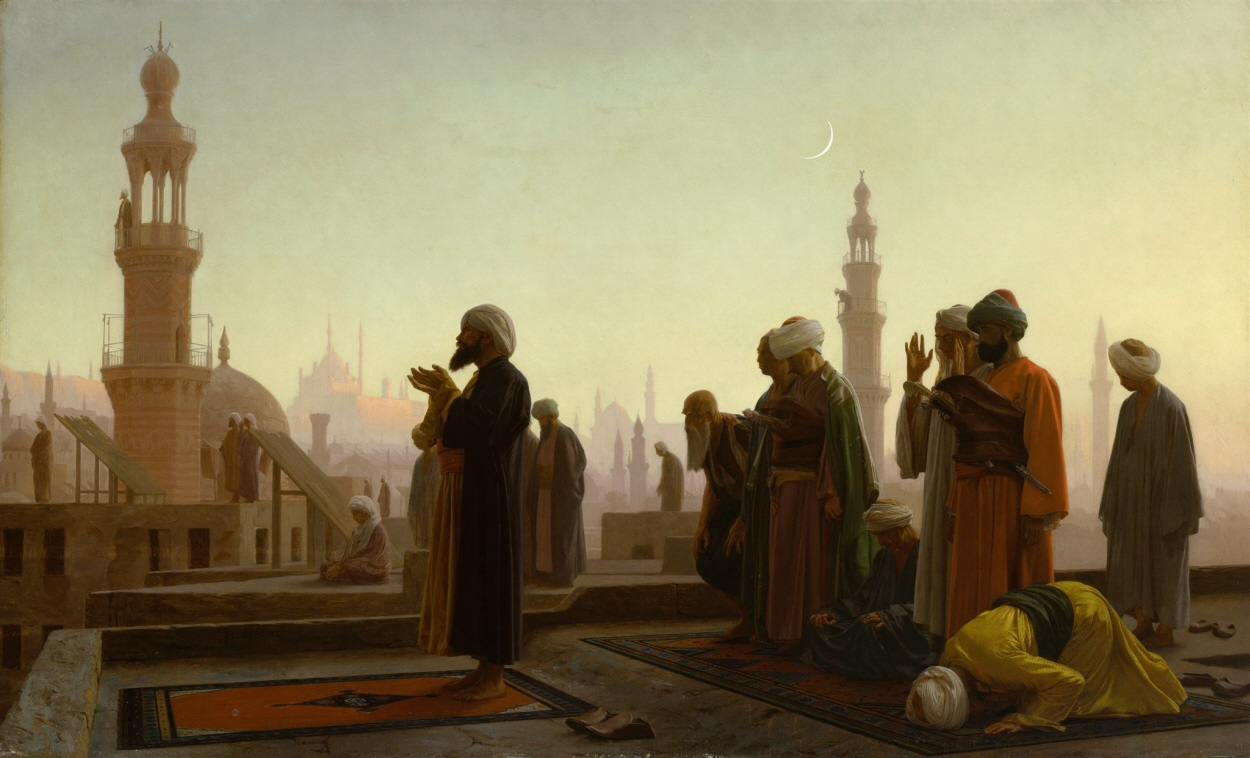
一名伊瑪目在埃及開羅領禱（1865年讓-里奧·傑洛姆的畫作）

伊斯蘭教裡有許多詞彙用以指稱在宗教上獲得認可的身份，法學家一般是指涉獵伊斯蘭研究多門學科的穆斯林法律學者。從廣義上來說，烏理瑪是指接受過多年的教育及鑽研伊斯蘭教科目的穆斯林神職人員，例如穆夫提（解釋伊斯蘭教法的學者）、卡迪（伊斯蘭教法法官）、法基赫（伊斯蘭教法學專家）及穆哈第斯（聖訓專家）。一些人把學術身份較低的村落穆拉（接受過伊斯蘭神學及法學教育的人）、伊瑪目（領禱者）及毛拉維（高級伊斯蘭學者）包括在烏理瑪之內，另一些人則認為符合較高資格的神職人員才可以稱為烏理瑪。一些穆斯林奉行伊智提哈德作出法律裁決，不承認宗教權威人士。伊斯蘭教是一神論宗教，真主是唯一的神，穆斯林不會崇拜法學家，他們視所有法律和道德標準都是源自真主，法學家不能加以改動，他們的職責是通過《古蘭經》、聖行、穆罕默德及其他先知的言行解讀聖典。

### 禮儀與飲食
許多習慣都屬於伊斯蘭教的禮儀法，稱為艾達卜。這些禮儀包括以色蘭（願主赐您平安）來問候他人、經常誦太斯米（奉至仁至慈真主之名）、只用右手進食吃喝。伊斯蘭教的衛生習慣則主要屬於個人整潔及健康的範疇，對男性有割禮的習俗。伊斯蘭教葬禮的儀式包括在遺體在場的情況下進行禮拜，這種禮拜稱為者那則禮，遺體須洗淨及以殮布包裹，並葬在墳墓裡。
穆斯林的飲食受到限制，禁止食用及飲用豬肉制品、血、腐肉及酒。所有動物肉類都必須經由穆斯林或其他有經者以真主之名屠宰。穆斯林可以合法食用的食物被稱為哈拉勒。

### 家庭
伊斯蘭社會的基本單位是家庭，伊斯蘭教界定了家庭各個成員的義務和法定權利。父親負責家庭的財政，有義務向他的家庭成員提供福利。財產繼承的劃分在《古蘭經》裡亦有說明，它提到死者的大部分遺產都會由直系親屬繼承，一部分會用作支付債務及遺贈之用。與死者具備同樣親屬關係的情況下，女性親屬一般可繼承的遺產份額是男性親屬的一半。伊斯蘭教婚姻是民事合同的一種，是婚姻雙方在兩名見證人在場的要約和承諾，婚姻合同裡規定新郎將聘禮（麥亥爾）送給新娘。
只要覺得能夠平等地對待每一位妻子，穆斯林男子可以擁有多達四位妻子。相反，穆斯林女子只可以有一名丈夫。在許多穆斯林國家，伊斯蘭教裡的離婚又稱為塔拉克，丈夫須讀出「離婚」來開始離婚的進程。學者對於聖典在傳統的伊斯蘭習俗如面紗、隔離的根據存在分歧。二十世紀伊始，穆斯林社會改革者反對這些諸如一夫多妻制的習俗，成效各異。穆斯林婦女在衣著保持莊重的同時嘗試更積極地參與社會的各項事務，以順應現代的潮流。一些伊斯蘭組織如塔利班則力圖繼續實行適用於婦女的傳統法律。

### 經濟
為了減少貧富懸殊，伊斯蘭經濟法學鼓勵貿易，不鼓勵囤積財富，並禁止計息貸款（高利貸在阿拉伯語裡稱為里巴）。天課是針對累積財富徵收，貿易則不須課稅。由於高利貸可以使富人不需要承擔風險而變得更加富有，因此在伊斯蘭教裡遭到禁止。使貸方承擔風險的分紅制及風險投資則可以接受。投機性質的糧食囤積也不獲鼓勵。
伊斯蘭教亦禁止侵佔他人的土地。對利息的禁制使不設利息的伊斯蘭銀行應運而生。在穆罕默德時期，國家所得的財物會馬上用於扶貧。歐麥爾在634年設立福利機構貝特馬爾，把天課的收入用於扶助窮人、長者、孤兒、寡婦及殘疾人士。貝特馬爾在正統哈里發時期營運了數百年，並延伸至倭馬亞王朝及阿拔斯王朝。此外，歐麥爾又設立兒童補助金及養老金的制度。

### 政治
伊斯蘭學者普遍都認為早期的穆斯林社會不劃分宗教權力及政治權力。穆罕默德是宗教及政治兩方面的領導人，後來的正統哈里發時期亦沿用這種制度，宗教及政治權力都集中在哈里發的手裡。根據學者拉皮德斯所說，哈里發的職責是「教授穆罕默德的啟示、解決爭議、維持秩序、延續穆罕默德的征服運動以保障穆斯林社群的利益」。
《古蘭經》甚少提及政府，亦沒有詳細論述伊斯蘭教理想的統治方式及穆斯林社群的統治者，但它的語調卻影響到伊斯蘭教的政治概念，特別是一些政治思想是源自烏瑪（穆斯林社群）的概念。
穆斯林世界在接觸到西方的世俗理想後有不同的走向。土耳其在穆斯塔法·凱末爾·阿塔圖爾克的改革後成為了世俗國家。與此相反，1979年的伊朗伊斯蘭革命使伊朗的世俗政權被魯霍拉·穆薩維·霍梅尼領導的神權國家伊斯蘭共和國取代。

### 吉哈德
吉哈德（阿拉伯语： Jihād）是指「奮鬥、努力，战斗」的意思，一些穆斯林所說的六功就是在五功的基礎上加上吉哈德。吉哈德的廣義被界定為「運用最大限度的力量、氣力、努力及能力對付不被認可的事物」。不被認可的事物可指魔鬼、私慾及敵人，故可劃分為不同種類的吉哈德。吉哈德一詞如果不是用作修飾詞，一般被誤解或曲解為軍事層面上的意思。吉哈德是指一人對追求宗教及道德完善的鬥爭。特別是什葉派及蘇非主義的穆斯林權威人士將吉哈德分為「大吉哈德」及「小吉哈德」，「大吉哈德」是指与私欲作斗争，「小吉哈德」則指為捍衛信仰自由及應對社會不公義而戰。。
在伊斯蘭法學裡，軍事上的吉哈德常指對非穆斯林侵略者採取的軍事行動，是以保護家園的抵抗及捍衛伊斯蘭為目的，戰爭方式則受許多道德條件的約束，如不杀妇女儿童等。故吉哈德是伊斯蘭法律裡唯一容許使用的戰爭形式，視為被壓迫下的最後選擇，應當慎之又慎，穆斯林可對叛教者、叛徒、路霸、暴力團體及攻擊伊斯蘭教的非穆斯林領袖及國家等發動吉哈德。大部分的穆斯林會理解吉哈德為反擊防衛戰。
同時，在大部分的情況及對大部分的穆斯林來說，吉哈德是集體的責任，只要部分人履行了這一責任，其他人便可得到豁免，並非一定要參加。只有一些擁有既定權力的人負有個人的責任。其他民眾只會在動員的情況下才會被牽涉在內。

## 歷史

### 穆罕默德時期

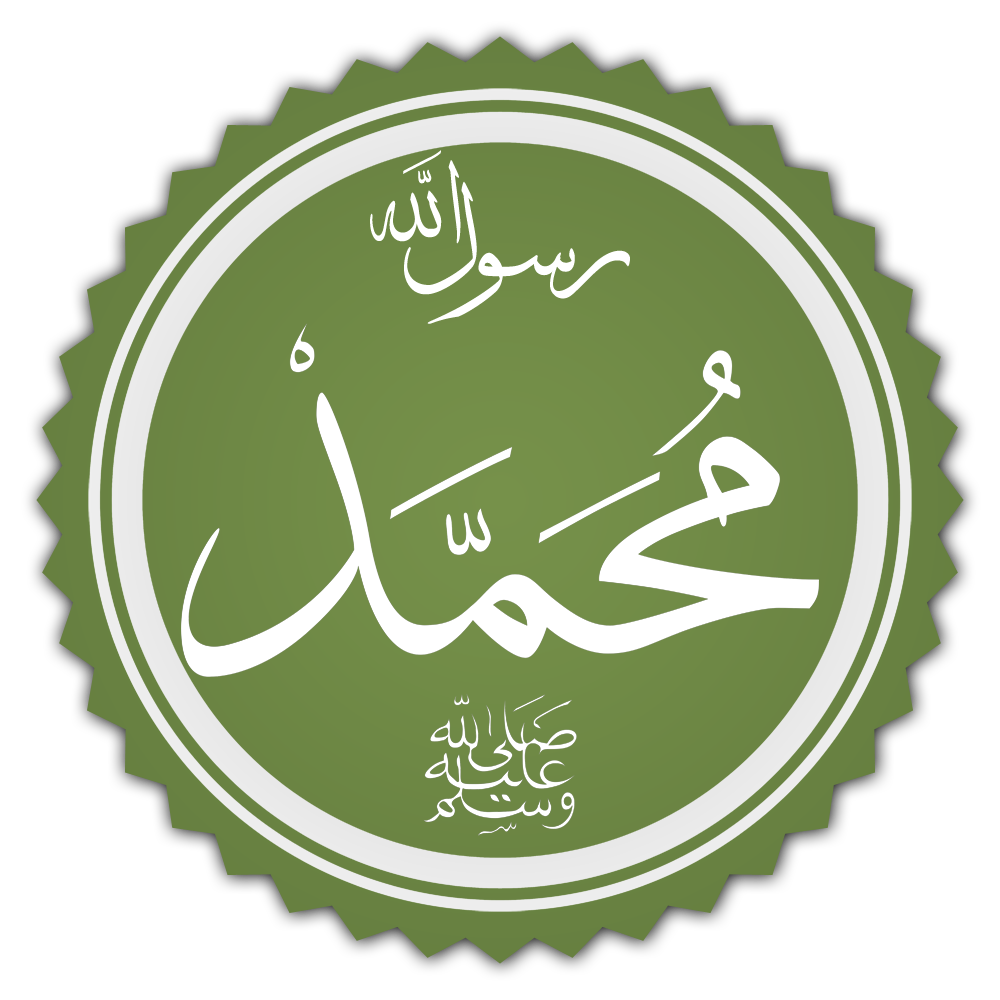
阿拉伯文书法作品。内容为：穆罕默德是真主的使者，愿平安与真主的慈悯在他上

穆斯林在傳統上視穆罕默德為最後一位先知。根據現存最早的傳記資料所載，40歲的穆罕默德在公元610年開始透露他接收到相信是來自真主、經天使加百列（吉布里勒）傳達的天啟，一直持續到他在22年後逝世。穆罕默德的同伴記錄了這些天啟的內容，從而編成《古蘭經》。
在麥加的穆罕默德向人們傳道，懇請他們摒棄多神宗教，崇拜唯一的真主。雖然有一些人改信伊斯蘭教，但麥加的權貴卻迫害穆罕默德及他的追隨者，導致一些穆斯林遷徙至阿比西尼亞（阿克蘇姆帝國）。許多在早期改信伊斯蘭教的人都是貧民及奴隸，如比拉勒。麥加的權貴擔心穆罕默德譴責部族意識、宣揚扶助貧民的訊息及呼籲停止多神崇拜會破壞他們的優越生活方式。
經歷12年被麥加人迫害的生活及麥加對哈希姆系的杯葛之後，穆罕默德及他的親人、穆斯林決定出走，在622年遷移到麥地那（舊稱雅茲里布）。穆罕默德與遷移到麥地那的穆斯林（遷士）及改信伊斯蘭教的麥地那人（輔士）在那裡建立了政治及宗教實體。穆罕默德又草擬了麥地那憲章，落實麥地那穆斯林、猶太人、基督徒及異教徒社群的權利和責任，並把他們融合為一個社群，稱為烏瑪。憲章保障宗教自由及婦女的安全，賦予麥地那聖地的地位、制定了對內施政及對外防衛所需的稅收體系及解決爭議所需的司法體系。
移居麥地那的麥加人及當地的麥地那人都同意捍衛穆罕默德及麥地那，對抗外來的威脅，包括多個猶太人部族。在數年之內，他們與麥加爆發了兩次衝突。首先是624年的白德爾戰役，穆斯林在這次戰役裡取得勝利。麥加人為了復仇在一年後進軍麥地那，雙方在伍侯德戰役裡交戰，雖然麥加人獲勝，但他們無力攻取麥地那。
其他阿拉伯地區的部族組成聯盟，並在壕溝之戰裡圍攻麥地那，意圖消滅伊斯蘭教。麥加與穆斯林在628年簽訂侯代比亞和約，和約列明穆罕默德要退回投奔他的麥加人。不過，在和約簽訂之後有更多的麥加人改信伊斯蘭教，並遷出麥加，切斷麥加的貿易路線。穆罕默德在629年幾乎兵不血刃地征服麥加，並在632年逝世之前統合各個阿拉伯部落皈依伊斯蘭教。

### 哈里發國與內亂

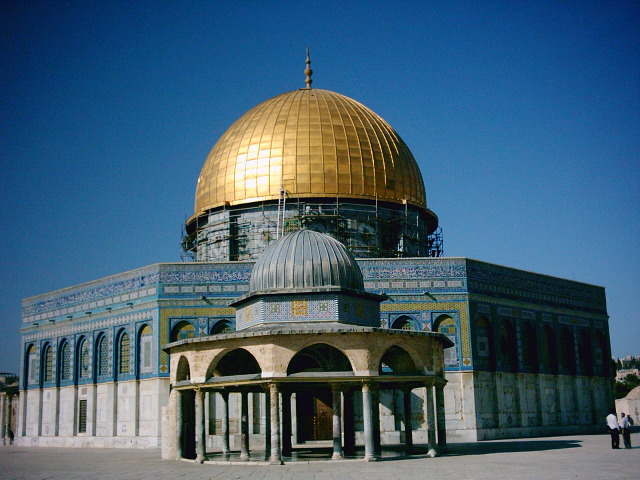
阿卜杜勒-馬利克·本·馬爾萬·本·哈卡姆下令興建的圓頂清真寺在第二次穆斯林內戰期間完工

穆罕默德在632年逝世之後，對於由誰來繼承他成為穆斯林社群的領袖出現分歧。最終，在其他穆罕默德伙伴的支持下，阿布·伯克爾成為了首任哈里發。在他的統治之下，穆斯林鎮壓了阿拉伯部落策動的里達暴動（又稱叛教戰爭），又把勢力延伸至敘利亞及伊拉克。伯克爾又接納穆罕默德另一位重要伙伴歐麥爾的建議，把《古蘭經》編纂成書。
阿布·伯克爾在634年逝世，由歐麥爾、奧斯曼·本·阿凡、阿里、哈桑·本·阿里·本·阿比·塔利卜相繼繼位，他們被統稱為四大哈里發，在他們的管治下，穆斯林軍隊征服了波斯、敘利亞、亞美尼亞、埃及及北非部分地區。
歐麥爾在644年被波斯人刺殺，奧斯曼被推選成為哈里發，但過程受到更大的阻力。奧斯曼制訂了《古蘭經》的標準版本，並發送至全國各地。656年，奧斯曼亦遇刺，阿里成為哈里發。在與敵對勢力爆發了第一次穆斯林內戰後，阿里在661年被哈瓦立及派刺殺。此後，奧斯曼的表親、不承認阿里為哈里發的穆阿威葉掌權，創建阿拉伯帝國的倭馬亞王朝。
宗教及政治領導權的爭端引起穆斯林社會的分裂。多數穆斯林都承認在阿里之前的三位哈里發是合法的，他們就是遜尼派。少數穆斯林不認同這一觀點，他們認為阿里及他的後裔才應該是統治者，這類穆斯林被稱為什葉派。穆阿威葉在680年逝世後，繼承問題的爭論再度引發內戰，是為第二次穆斯林內戰。
倭馬亞王朝征服了北非、西班牙，勢力直達中亞及印度河流域。作為少數宗教族群的當地猶太人及基督徒受到嚴重迫害，他們被課以重稅，以支持穆斯林在602-628年的東羅馬帝國和薩珊波斯之間的衝突裡作戰，加上兩個帝國大規模的戰爭令他們的軍事都衰弱，使倭馬亞能得以迅速征服各地，奪得東羅馬帝國及波斯帝國的領土。不過，在簽訂麥地那憲章之後，猶太人及基督徒仍然可以在國內通過他們的法官執行他們的法律。
在750年，穆罕默德的叔父阿拔斯·本·阿卜杜勒-穆塔利卜的後裔勾結心懷不滿的非阿拉伯裔穆斯林（馬瓦里）、貧困的阿拉伯人及一些什葉派，並在阿布·穆斯林將軍的協助下推翻倭馬亞王朝，建立阿拔斯王朝。

### 古典時代
主要的聖訓集在阿拔斯王朝的早期得以整編。伊斯蘭教法學家賈法爾·薩迪克的理論學說形成了賈法里派，而遜尼派的四大法學派別哈乃斐派、罕百里派、馬立克派及沙斐儀派則分別出自阿布·哈尼法、艾哈邁德·伊本·罕百勒、馬立克·伊本·艾奈斯及沙斐儀的學說。沙斐儀又設計了一種確認聖訓可靠程度的辦法。塔巴里及伊本·凱西爾分別在9世紀及14世紀所寫的《塔巴里古蘭經注》及《伊本·凱西爾古蘭經注》是最常用的《古蘭經》注釋本。哲學家伊本·西那及法拉比設法將希臘的哲學理論併入伊斯蘭神學，至十一世紀時神學家安薩利等人極力反對他們的觀點，最終佔得上風。
馬蒙及穆阿台綏姆等哈里發把穆爾太齊賴派的哲學列為官方的信條，下令穆斯林跟從。穆爾太齊賴派是一個受希臘影響的哲學流派，屬於一種叫凱拉姆的思辨神學，凱拉姆是指辯證法。許多傳統穆斯林都不承認穆爾太齊賴派的學說，並譴責他們貶低《古蘭經》的地位。罕百勒拒絕向馬蒙妥協，因而被投入暗無天日的巴格達監獄接近三十個月。由艾什爾里建立的艾什爾里是凱拉姆的另一個流派。
一些穆斯林開始質疑塵世間放縱的生活並非虔誠的表現，他們強調清心寡慾，過着清貧、謙卑及正直的生活。苦修的伊斯蘭神學家哈桑·巴士拉激發起蘇非主義運動。通過安薩利的規範化及重整，蘇非主義在13世紀變革，發展出蘇非教團的模式。蘇非教團是靈修導師與學生組成的團體。

伊德里西在1154年繪制的《羅傑之書》是最超前的古代世界地圖之一。伊德里西又記錄可以在各地找到的各種穆斯林社群

這個時代又被稱為伊斯蘭黃金時代。在這時開設的公立醫院（稱為病坊）在醫治病人的方式上具有現代教學醫院的鶵形，醫學生在接受教育和實習後需要通過考試才可以取得行醫資格。建於859年的卡魯因大學被吉尼斯世界紀錄大全認定是世上最早頒授學位的大學。有學者博士學位是源自穆斯林法學院的教學資格。實驗及定量技巧的標準亦得以落實，並形成引證的習慣。海什木被視為是現代科學方法之父，被稱為是「世界上第一位真正的科學家」。政府會向科學家發放相當於當今職業運動員的薪水。有人認為哥白尼採用了阿拉伯天文學家的觀測數據，從而提出日心說。賈希茲亦提出自然選擇的基礎理論。魯米寫了一些最出色的波斯詩歌，至今依然是美國最暢銷的詩歌作品之一。
8世紀的柏柏爾人叛亂使第一個獨立於哈里發國的穆斯林國家得以成立。隸屬伊斯瑪儀派的組織卡爾馬特在930年發起叛亂聲討阿拔斯王朝，麥加遭到洗劫，黑石亦被掠奪，後來阿拔斯王朝贖回黑石。蒙古帝國在1258年滅掉阿拔斯王朝。
在這時，德里蘇丹國統治印度次大陸的北部。伏爾加保加利亞亦成為伊斯蘭教的國家。許多穆斯林前往中國經商，在宋朝的進出口貿易當中有重要的地位。

### 近代

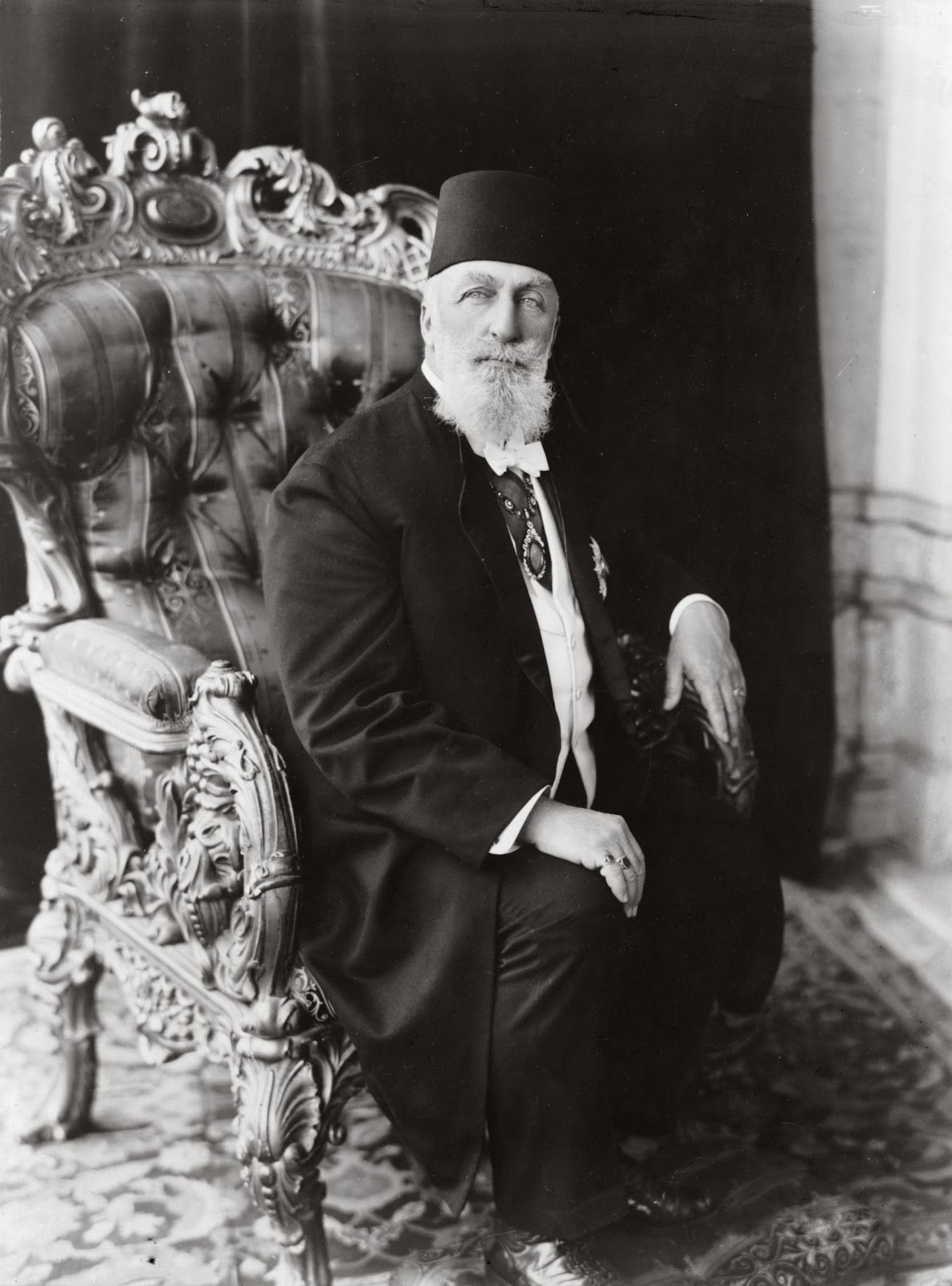
鄂圖曼王朝的阿卜杜勒-邁吉德二世是最後一位伊斯蘭教哈里發

在14世紀初，蘇非商人把伊斯蘭教帶進東南亞，並在隨後的兩個世紀傳播到蘇門答臘及印尼東部。伊斯蘭教亦傳播到中亞突厥人及蒙古人的原居地，成為幾乎所有突厥語族人的宗教。除了經由陸路東抵中國西部的新疆，伊斯蘭教又透過廣州等港口從海路傳入中國，最早具傳統中國特色的清真寺仍然屹立在廣州。馬里在15世紀有一個興盛的穆斯林王國，伊斯蘭教在大部分西非地區落地生根，遍及薩赫勒、尼日河沿岸及當今的尼日利亞。阿拉伯的穆斯林部落亦在14世紀遷居至蘇丹，當地的努比亞人亦逐漸轉信伊斯蘭教。
在這時，什葉派最大的派系宰德派與大部分的遜尼派派系一樣都採納哈乃斐派的法學。什葉派的薩非王朝在1501年當政，征服了整個伊朗。隨後，薩非王朝強迫大量的伊朗遜尼派穆斯林改信什葉派十二伊瑪目派。直至現在，十二伊瑪目派仍然是伊朗的國教。
鄂圖曼帝國則通過海陸路的武力擴張威脅歐洲，他們在1529年的維也納之圍兵鋒直指中歐。通過征服阿爾巴尼亞、保加利亞及塞爾維亞，伊斯蘭教亦乘勢傳入東歐。在16世紀之前，克里米亞、俄國南部、哈薩克及西伯利亞西部亦受到伊斯蘭教法的管治。高加索地區在17世紀中葉之前亦落入伊斯蘭勢力的手裡。
在1800年代開始，穆斯林世界的政治局勢開始全面衰退。這種衰退在文化上十分明顯，18世紀尚有塔基丁在伊斯坦堡設立天文台，傑辛格天文台也是在這個世紀內建成，但到20世紀，沒有一個穆斯林國家擁有主要的天文台。大英帝國在19世紀正式結束了蒙兀兒帝國在印度的統治，奧斯曼帝國亦在第一次世界大戰後瓦解，哈里發國的制度在1924年壽終正寢。
穆罕默德·伊本·阿卜杜·瓦哈布在18世紀於當今的沙特阿拉伯推動賽萊菲復興運動，這是遜尼派的一種極端保守改革運動。他們自稱為認主獨一者（一神論者），外界則稱為瓦哈比派。建基於伊本·泰米葉及伊本·卡伊姆·賈茲亞的學說，瓦哈比派致力於維護一神論，革除後世的創新達到淨化伊斯蘭教的目的。他們極力反對偶像崇拜的廟宇和神殿，導致許多廟宇和神殿都遭到破壞，包括穆罕默德及其追隨者在麥加及麥地那的遺址。19世紀則出現德奧班德運動及巴雷爾維派，他們都是伊斯蘭復興運動。

### 現代
隨着與工業化國家的接觸，穆斯林通過經濟移民來到新的地區。許多的穆斯林以合約傭工的身分由印度、印度尼西亞移居到加勒比地區，使加勒比成為穆斯林人口比例最大的美洲地區。此外，都市化及在非洲的貿易增長使穆斯林在新的地區定居，又在這些地區傳播伊斯蘭教，結果使非洲撒哈拉沙漠以南地區的穆斯林在1869年至1914年倍增。自1960年代開始，經濟的蓬勃發展促進勞工移民到歐洲，使穆斯林移民顯著地增加，現在西歐國家的穆斯林人口大約有2,000萬。
有越來越多的穆斯林知識份子不再把永恆不變的伊斯蘭教宗教信仰與過時的文化傳統習俗混為一談。自由派嘗試使宗教傳統與現代的世俗統治及人權規範共存。自由派的支持者認為解讀宗教經典的方法有多種，又強調有需要「在宗教事務上留有獨立思考」的空間。女權問題在現代有關伊斯蘭教的討論當中有很大的比重。
中國在文化大革命期間（1966-1976）關閉了許多清真寺，並禁止宗教活動，但是中國在改革開放以後，恢復了正常的宗教活動，伊斯蘭教在中國又興盛起來。在以前共產主義政權的控制下，阿爾巴尼亞曾經是第一個正式禁止包括伊斯蘭教在內所有宗教習俗的國家。另外，在柬埔寨，由於穆斯林獨特的信仰與紅色高棉仇視所有宗教信仰的政策不兼容，約有15萬占族穆斯林在紅色高棉時期被極端的共產主義者殺害。在土耳其，軍事政變推翻了伊斯蘭政權，政府建築物內禁止佩戴頭巾，突尼斯也一樣。阿富汗（塔利班）及伊朗的革命運動則將世俗政權推翻，建立了較極端的伊斯蘭政權。一些跨國的極端組織如奧薩瑪·賓·拉登的基地組織訴諸恐怖主義反抗西方的影響。
穆罕默德·阿布都、賈邁勒丁·阿富汗尼及穆罕默德·伊克巴勒等伊斯蘭思想家意識到穆斯林社會落後於歐洲，他們呼籲要振興及活化伊斯蘭教的思想和習俗，以恢復穆斯林的尊嚴和高尚的地位。學者阿布·阿拉·毛杜迪則推動了現代伊斯蘭主義的發展。經常被封殺的穆斯林兄弟會等伊斯蘭組織提倡利用伊斯蘭教作為全面的政治操作方案。伊朗的革命推翻了世俗政權，建立伊斯蘭國。土耳其的伊斯蘭政黨正義與發展黨在民主制度下執政了超過十年，其他國家的伊斯蘭政黨在阿拉伯之春後的選情亦順利。1969年耶路撒冷阿克薩清真寺的縱火事件促使伊斯蘭合作組織的成立，該組織致力於促進穆斯林國家之間的全面合作。
出於對伊斯蘭教的虔誠而出現的現象遍佈全球。在許多地方，穿戴希賈布（頭巾）越來越普遍，支持奉行伊斯蘭教法的穆斯林比率亦增加。隨着越來越多的宗教資料以電子形式發放給穆斯林，他們能夠接收到足夠精確的訊息，不再倚賴淪為配角的教士。一些組織開始利用傳媒傳播伊斯蘭教，例如24小時電視頻道Peace TV。由於伊斯蘭教的價值觀切合非洲傳統的生活方式，許多專家都認同伊斯蘭教在東非和西非的增長超出其他宗教。

## 教派

### 遜尼派

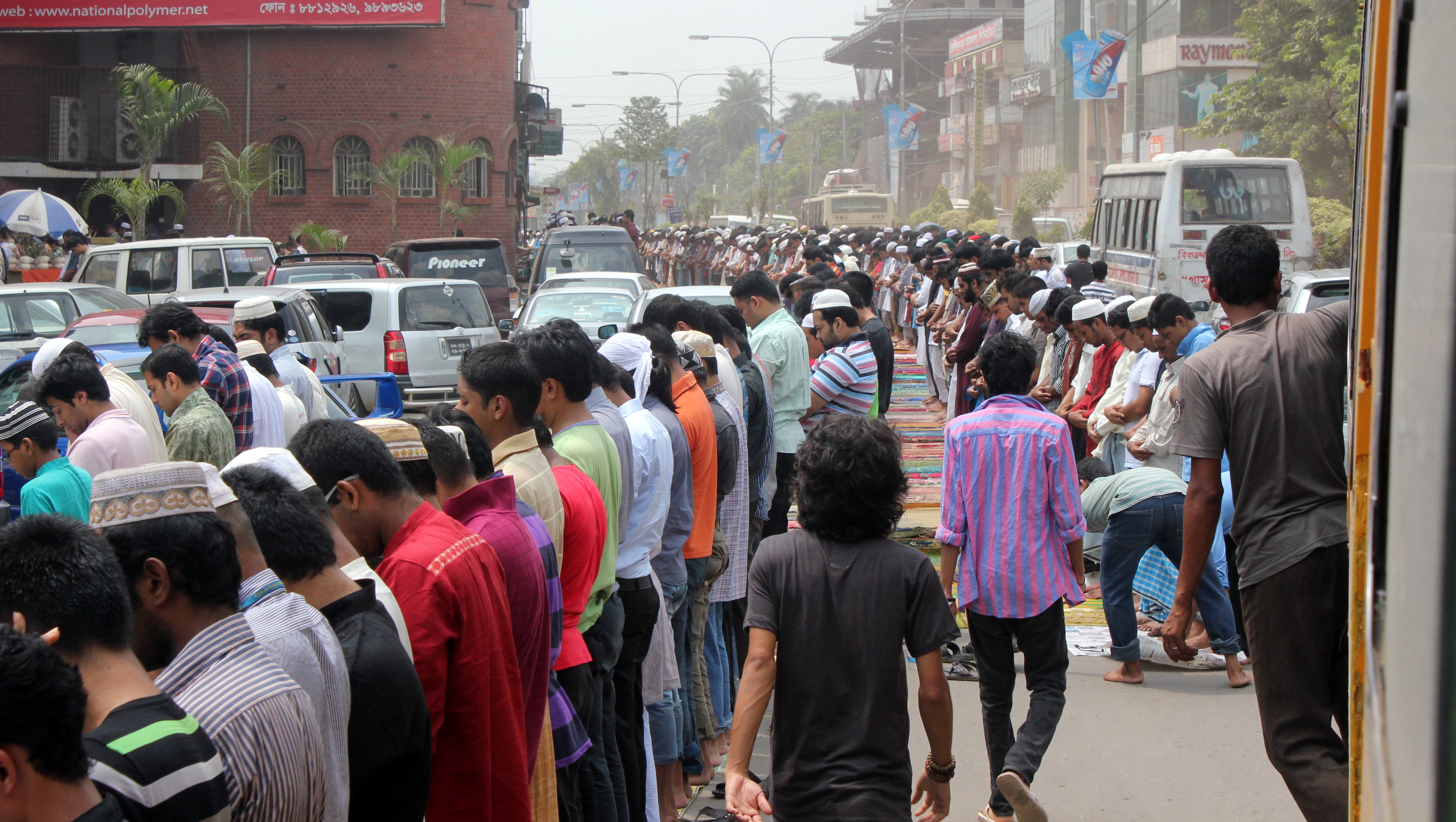
遜尼派穆斯林在孟加拉達卡的星期五禮拜

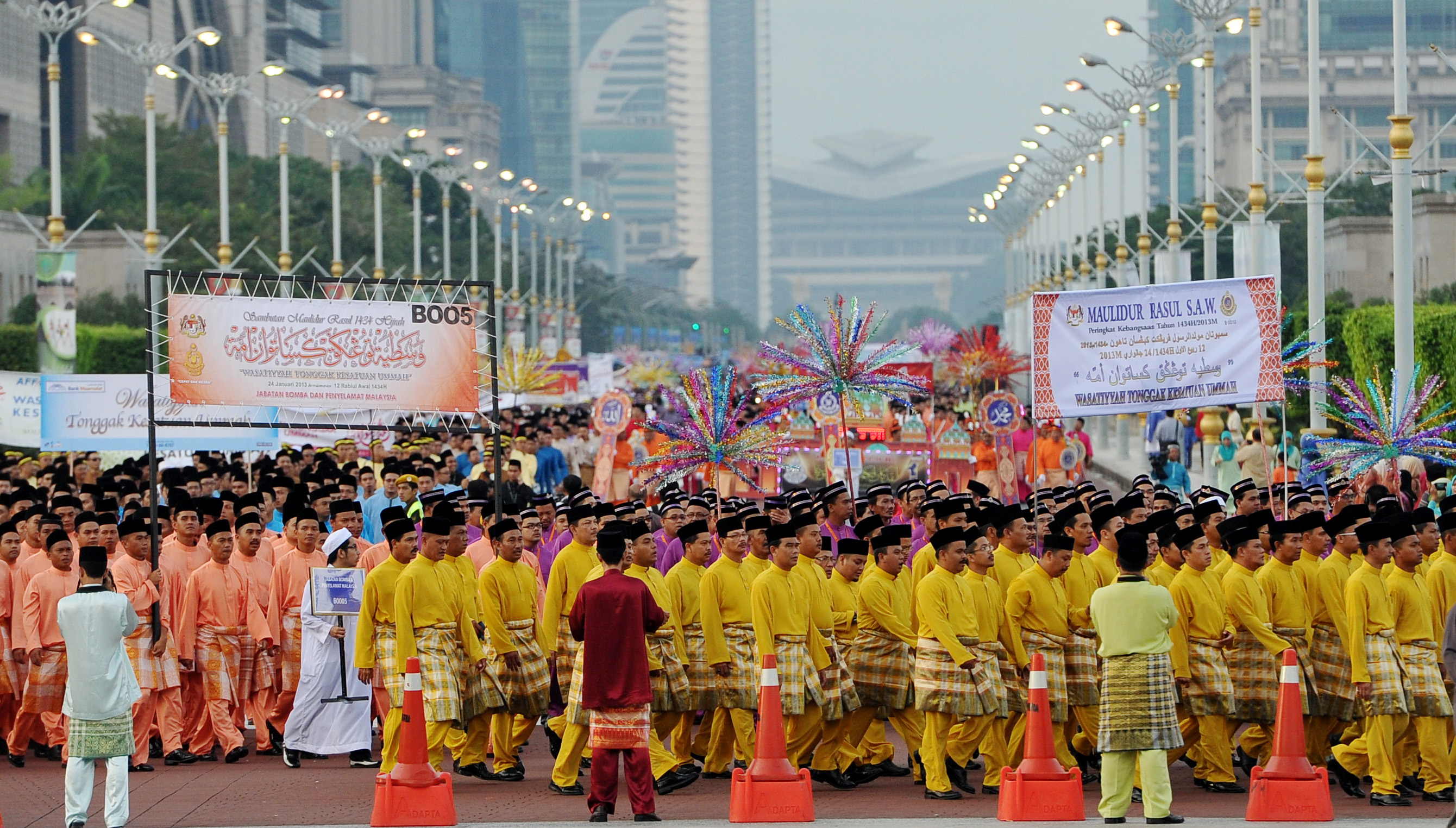
2013年馬來西亞遜尼派穆斯林在首都布城的聖紀節巡遊

遜尼派是伊斯蘭教最大的教派，佔穆斯林總數的75%－90%。他們強調穆斯林社團的歷史傳統，重視《古蘭經》及聖訓的宗教權威。這些穆斯林大約在10世紀下半葉自稱為「遵奉遜尼的人們」，以區別於其他少數派。
遜尼派穆斯林認為首四任哈里發都是穆罕默德的正統繼任人，穆罕默德在逝世之前並沒有建立繼任的制度或指定任何繼承人，繼任的阿布·伯克爾是麥地那的領袖選舉出來的。他們相信哈里發應該選賢與能由最合資格的人出任，而不是世襲。
遜尼派會先根據《古蘭經》行事，然後才是聖訓。如果在《古蘭經》和聖訓裡都找不到法律事務的解決方案，他們會運用四個法學派別提供的法理依據作出裁決，這四個法學派別分別是哈乃斐派、罕百里派、馬立克派及沙斐儀派，建基於阿布·哈尼法、艾哈邁德·伊本·罕百勒、馬立克·伊本·艾奈斯及沙斐儀的學說。
四個法學派別都相互承認各自的學說，穆斯林可以選擇他們認可的法學派別。
巴雷爾維派及德奧班德運動是遜尼派的分支。巴雷爾維派是南亞遜尼派的復興運動，有超過2億信眾。他們自視為最早穆斯林社群的南亞後裔及代表，強調伊斯蘭教法在所有事務上的最高地位，奉行蘇非派的習俗，敬拜先知穆罕默德。在遜尼派傳教組織伊斯蘭的召喚及世界伊斯蘭使命的協助之下，巴雷爾維派得以傳播至南非、美國、歐洲及澳大利亞。德奧班德運動是在1867年成立的印巴改革運動，發源自印度德奧班德，深受沙特阿拉伯的瓦哈比派影響。
賽萊菲派又稱瓦哈比派或聖訓派，是一個極端保守的伊斯蘭運動。他們認為伊斯蘭教及穆斯林社會被思想落後的烏理瑪（穆斯林學者）、蘇非主義及虛假的革新所害，並受到西方殖民主義及世俗主義的威脅。他們尋求把伊斯蘭教恢復到他們認為的理想狀態，不盲目遵從傳統遜尼派法學派別的裁決，只參照《古蘭經》、穆罕默德及第一代穆斯林的言行而為。

### 什葉派

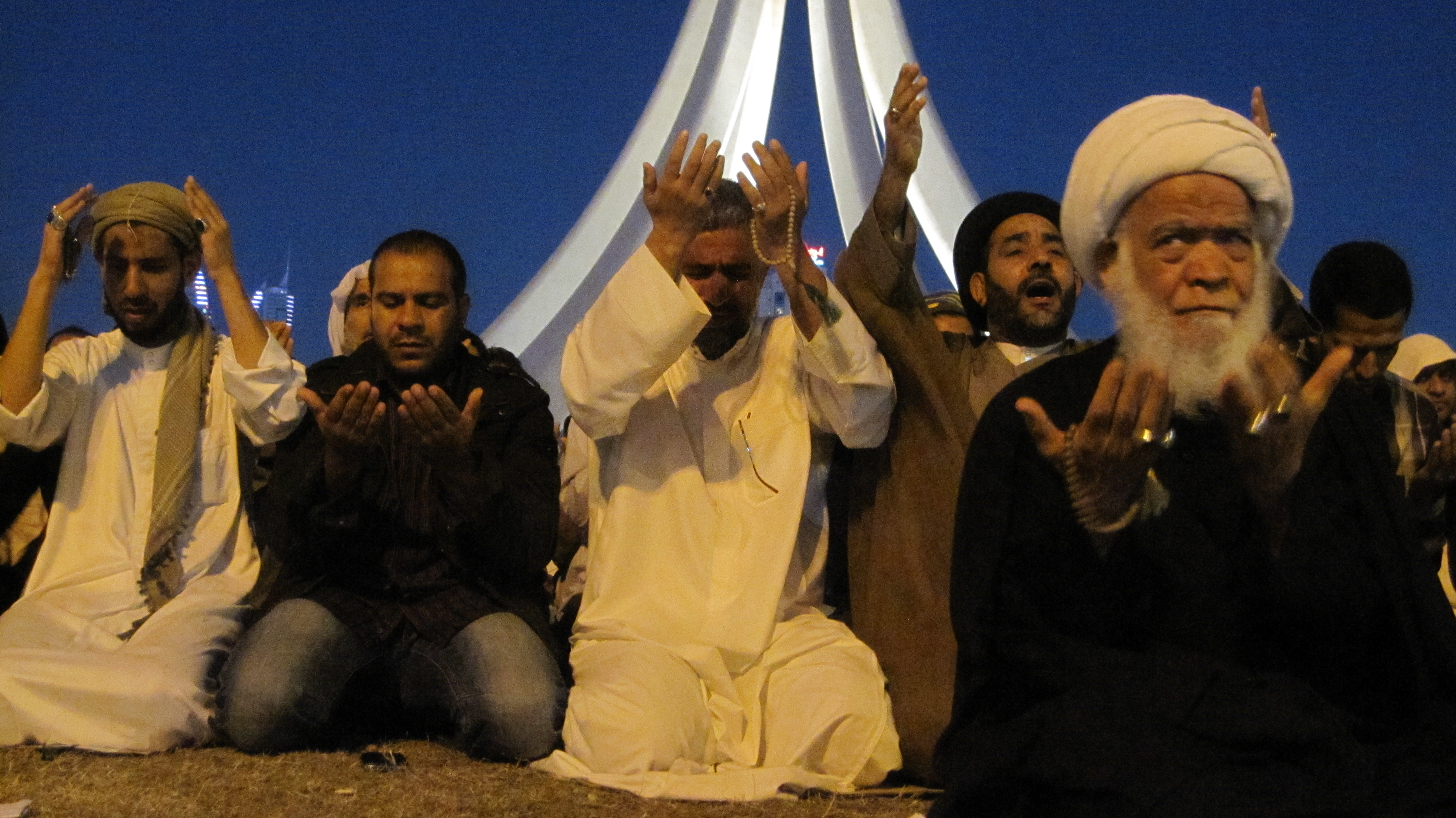
巴林的大部分人口都是什葉派穆斯林

什葉派是伊斯蘭教第二大的宗派，佔穆斯林總數的10－20%。什葉派穆斯林主要分佈在伊朗、阿塞拜疆、伊拉克南部及南亞，他們自視為是穆斯林裡的「精英」。
雖然遜尼派認為哈里發是由社群選舉產生，但什葉派卻相信穆罕默德指定了他的女婿阿里·本·阿比·塔利卜作為他的繼承人，並認為只有阿里的一些後裔才能夠成為伊瑪目（穆斯林的領袖），因此他們認為阿里是第一位伊瑪目，拒絕承認在阿里之前的三位哈里發阿布·伯克爾、奧斯曼·本·阿凡及歐麥爾·本·赫塔卜的合法性。
什葉派亦有多個分支，十二伊瑪目派、宰德派及伊斯瑪儀派是其中最重要的教派。不同的教派奉不同的阿里後裔為伊瑪目。十二伊瑪目派及伊斯瑪儀派都視賈法爾·薩迪克為第六任伊瑪目，但在薩迪克逝世之後，伊斯瑪儀派視他的兒子伊斯瑪儀·賈法爾為繼承人，十二伊瑪目派則奉他的另一位兒子穆薩·卡齊爾為第七任伊瑪目。宰德派認定賈法爾·薩迪克的父輩宰德·本·阿里為第五任伊瑪目，因此其後的繼位順序亦不同。
穆斯塔利派、阿拉維派及阿列維派是一些較小的什葉派教派。一些什葉派教派對伊瑪目的敬拜超出了傳統伊斯蘭教的界限，被稱為極端派。

### 蘇非主義

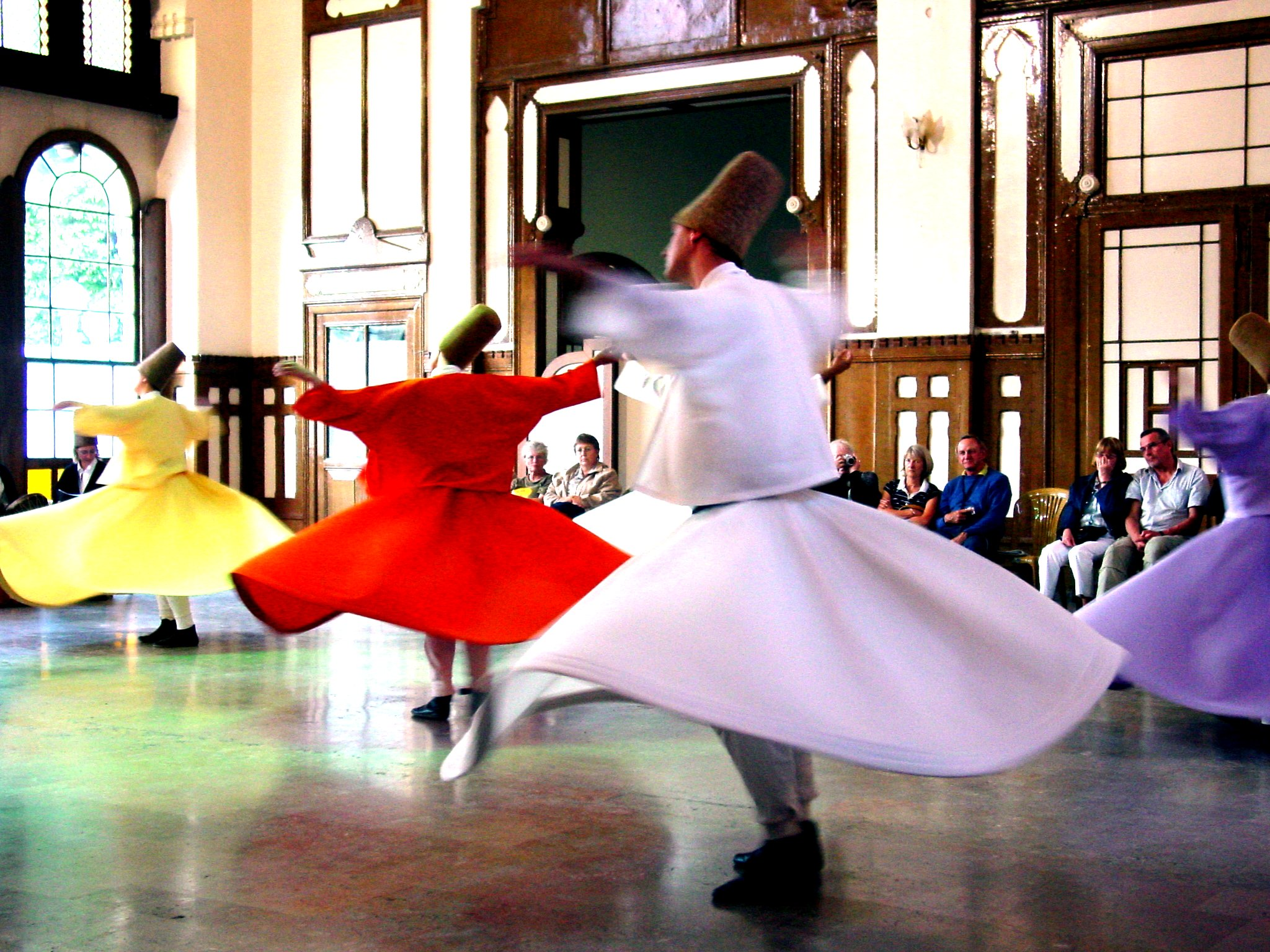
土耳其蘇非派的旋轉狂舞

據信眾所說，蘇非主義是伊斯蘭教的神秘主義。15世紀的蘇非派宗師艾哈邁德·扎魯克把蘇非主義定義為「以修養內心、摒棄雜念全心全意侍奉真主為目的的一門學問」。德加維教團的導師艾哈邁德·伊本·阿吉巴則稱蘇非主義是「讓人知道怎樣可以感應真主存在的學問，培養出一些可敬的品性以淨化和美化個人的內心」。蘇非主義是伊斯蘭教的神秘苦修方式，通過個人對真主的體驗而尋求對真主的愛戴和認識。蘇非派穆斯林著重伊斯蘭教的精神層面，他們必須接受訓練才可以運用他們的「認知及情緒感官」直接接觸真主。哈桑·巴士拉是蘇非派的元老，他不僅勸告穆斯林不要造孽，還號令他們要為了精神上的永生而在日常生活裡潔身自好，後來的安薩里在他的著作裡把神學和神秘主義的生活方式結合在一起。
蘇非主義流行於突尼西亞、阿爾及利亞、摩洛哥、塞內加爾、乍得及尼日爾等國家。蘇非主義在中亞亦強勢復興，那裡被視為是蘇非主義的中心，在對抗沙俄及蘇聯的殖民主義上扮演着重要的角色。蘇非派穆斯林及各種蘇非教團是這裡的主要宗教形象。

### 其他教派
阿赫邁底亞是米爾扎·古拉姆·艾哈邁德在1889年的印度創立的伊斯蘭改革運動，在全球有超過1,000萬穆斯林信眾。艾哈邁德聲稱自己就是伊瑪目馬赫迪（伊斯蘭教預言的救世主）、再世基督及黑天的化身。哈瓦利吉派則是早年反抗阿里·本·阿比·塔利卜的統治而分裂出來的教派，其分支伊巴德派在全球有145萬信眾。與其他的哈瓦利吉派不同，伊巴德派不會把其他教派的穆斯林視為必須對抗及消滅的異端。其他少數派還有唯經派、馬赫達維耶派等。
此外，伊斯蘭民族、百分之五民族、摩爾科學神殿等都是黑人的穆斯林運動。

### 無教派穆斯林
無教派穆斯林援引《古蘭經》儀姆蘭的家屬章第103段經文來說明他們的身份，該段經文呼籲穆斯林要團結一致和不要分裂。皮尤研究中心報稱在七個國家裡自稱「只是穆斯林」的穆斯林佔大多數，在另外三個國家則佔相對多數，當中比例最高的國家是74%的哈薩克。在至少22個國家裡，每五位穆斯林裡就有一位自稱「只是穆斯林」。不過，上述的大多數國家要麼是以遜尼派為主流，要麼是以什葉派為主流，沒有其他教派分庭抗禮，因此而導致這些國家的許多穆斯林只是簡單地稱自己為穆斯林，而不指明是屬於某個教派。此外，有其他資料給出與皮尤研究中心不同的數據，這些資料顯示在上述的國家裡除了傳統上以什葉派為主體的阿塞拜疆，其他國家的穆斯林都是遜尼派佔大多數。

## 人口統計

世界穆斯林人口百分比（2014年皮尤研究中心的資料）

2009年一個調查232個國家及地區的人口統計發現，全球人口的23%，即15.3億的人口都是穆斯林，當中的75%－90%是遜尼派，10%－20%是什葉派，還有少數屬於其他派系。約有57個穆斯林為多數的國家，在穆斯林當中，阿拉伯人佔大約20%。全球穆斯林人口由1900年的2億飆升至1970年的5.41億，並在2009年達到15.16億。
大部分穆斯林都在亞洲和非洲。全球約62%的穆斯林都在亞洲生活，超過6.82億人分佈在印度次大陸的三個國家（孟加拉、印度、巴基斯坦）及印尼，在西亞，非阿拉伯的土耳其及伊朗是最大的穆斯林佔多數的國家。尼日利亞是非洲最大的穆斯林國家，他們的穆斯林人口超過任何一個阿拉伯國家，包括埃及。
大部分的估算都指中華人民共和國有大約2,000萬至3,000萬穆斯林（1.5至2%人口）。不過，聖地牙哥州立大學國際人口中心向《美國新聞及世界報道》提供的數據卻表明中國有6,530萬穆斯林。在許多歐洲國家，伊斯蘭教是僅次於基督教的第二大宗教。伊斯蘭教在美國亦逐漸迫近第二大宗教的位置，根據皮尤論壇及美國－伊斯蘭關係理事會的數據，美國穆斯林的人數介乎245.4萬至700萬。
2015年，皮尤研究中心在关于世界宗教的调查报告中表示全球穆斯林人口数量正迅速上升，而且该数字将在2050年与基督徒数量相当。

## 文化
伊斯蘭文化一詞可以是指伊斯蘭教相關的文化，例如節日及服飾。它又經常被用來指稱傳統穆斯林的文化。伊斯蘭文明則指早期哈里發國的綜合文化，包括非穆斯林在內，有時又稱為「伊斯蘭風味」。

### 藝術

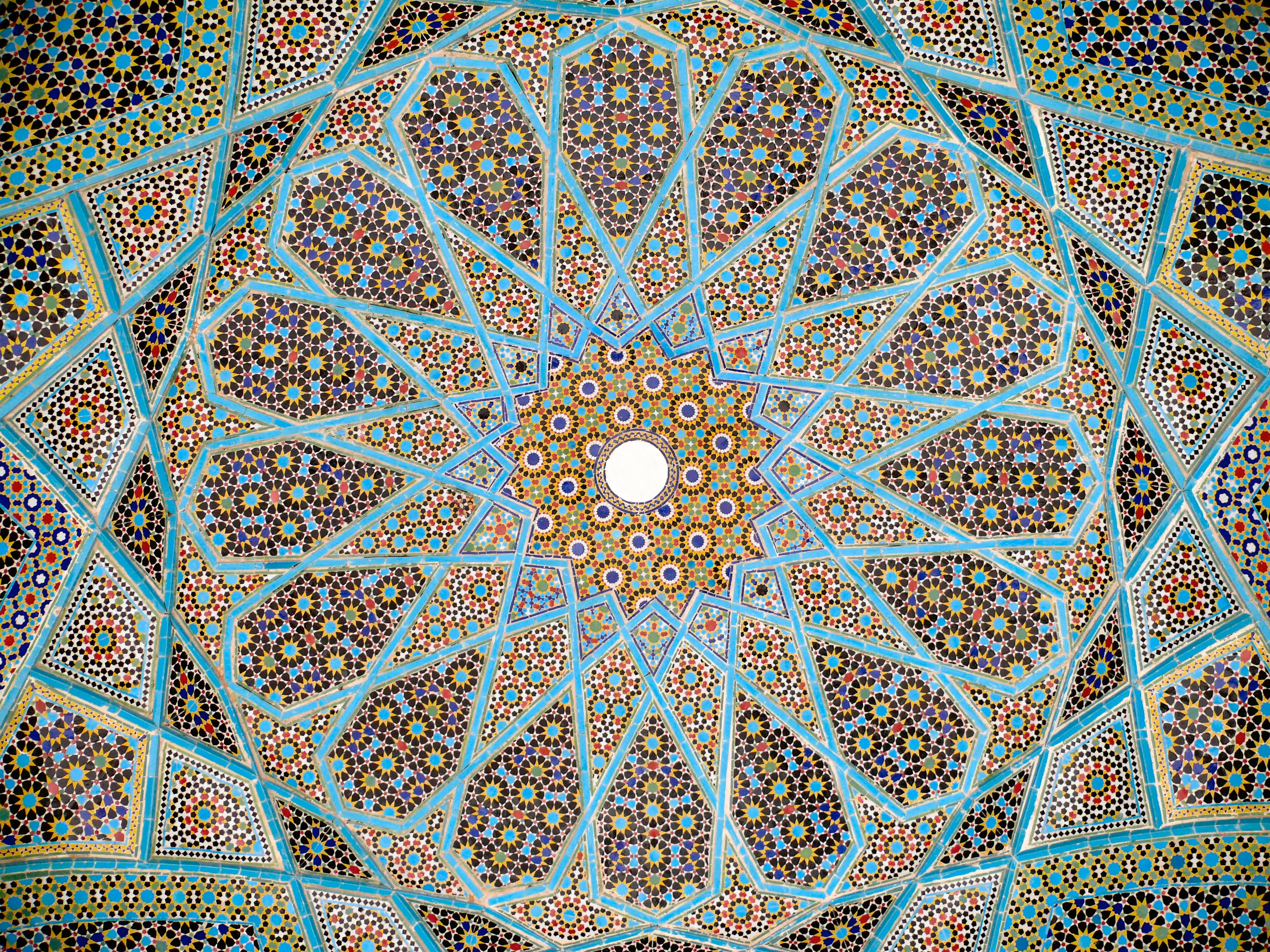
位於設拉子的哈菲茲·設拉子墓穹頂內側的幾何花纹磚饰

伊斯蘭藝術包含7世紀以後聚居在穆斯林地區的人民（不一定是穆斯林）所創作的視覺藝術，包括建築、書法、繪畫、陶藝等各個領域。
最重要的伊斯蘭文化表達方式或許就是建築，特別是清真寺的四穹頂及多柱式建築。伊斯蘭文明的各種不同的文化可以通過這種建築物得以體現。舉例來說，北非及西班牙的伊斯蘭建築有古羅馬及拜占庭的特色，如具備羅馬及拜占庭建築那種大理石及斑岩圓柱的凱魯萬大清真寺、格拉納達阿蘭布拉宮的庭園外圍的列柱令人想起羅馬庭園的柱廊、科爾多瓦的大清真寺有羅馬的圓柱及拜占庭的馬賽克。

伊斯蘭書法體的太斯米（奉至仁至慈真主之名）

在許多伊斯蘭文化習俗裡，人物及動物的圖像並不受歡迎，這與所有亞伯拉罕宗教反對偶像崇拜的規條有關。阿卜杜拉·伊本馬蘇德傳述穆罕默德說道：「實在的，在復活日火獄中的居民當中最受折磨的人就是做畫的人。」不過，在不同的歷史時期有不同的學者對這個規條有不同的解讀，莫臥兒、波斯及土耳其藝術亦有動物和人物的畫像。對生物圖像的反感經常被用來說明造就了書法、棋盤鋪嵌及圖案的流行，使它們成為伊斯蘭藝術文化的重要部分。

### 曆法
穆斯林時代在公元622年的希吉拉（遷移）正式開始，那是穆罕默德重要的轉捩點。據稱哈里發歐麥爾將那一年定為伊斯蘭曆1年。伊斯蘭曆是陰曆，根據月球的形態決定每個月的開端和結束，與猶太曆一樣，一天是從日落開始至下一次的日落為亦止。伊斯蘭教的穆斯林節日固定在陰曆的日子之上，因此這些節日會定在公曆不同年份的不同季節上。伊斯蘭教最重要的两个節日一个是都爾黑哲月第十天的宰牲節（古尔邦节），是麥加朝覲的日子，另一个是閃瓦魯月第一天的開齋節（肉孜節），標誌著賴買丹月（斋月）的結束。

### 習俗
在穆斯林家庭，嬰兒的出生被視為是「真主的恩賜」，家人會在嬰兒的耳邊向他們宣禮，接著家中最年長或最受尊重的長輩會把一小片糖、棗或蜜糖放到嬰兒的牙床上，象徵兒變的善良和可愛。在嬰兒出生後的第七天，家人會舉辦名為阿其刮的慶典，嬰兒會進行剃頭的儀式，穆斯林亦會在這時為男嬰實施割禮。
穆斯林的婚禮稱為尼卡，新郎及新娘要在婚禮上簽署合同，合同上要說明新郎給予新娘的聘禮，通常是金錢。婚禮可在家裡、清真寺或公共會堂舉行，由伊瑪目或年老的穆斯林主持。具體的儀式因族群和地区的不同而有異，但通常都會設宴，新婚夫婦會在婚禮當天或數天後廣邀朋友、鄰居及家人一起進餐，讓社群知悉他們已經結婚。在一些地方，新娘會在結婚當天沐浴，並在身上塗上一種叫散沫的染料。
穆斯林的喪葬儀式應盡量在死亡當天辦理。遺體首先會進行清洗潔淨，然後七竅會被堵上，繼而以裹屍布包裹，穆斯林不使用棺材。參加喪禮的人們會進行禮拜及經文頌讀。被裹屍布包裹的遺體會被放在擔架上並帶到墓地下葬，遺體的臉部朝向麥加的方向。伊斯兰法要求使用土葬。。

## 国教地位
有九個國家宣稱它們是伊斯蘭國家或伊斯蘭共和國，伊斯蘭國家或伊斯蘭共和國謀求推動伊斯蘭教在國內佔據更廣泛及更重要的地位，它們同時以伊斯蘭教為國教。這九個國家分別是：
- 阿富汗
- 巴林
- 伊朗
- 毛里塔尼亚
- 阿曼
- 巴基斯坦
- 沙烏地阿拉伯
- 葉門

另有十七個國家或地區亦以伊斯蘭教為國教，但沒有自稱為伊斯蘭國家或伊斯蘭共和國，他們是：
- 阿尔及利亚
- 埃及
- 伊拉克
- 约旦
- 科威特
- 利比亞
- 马来西亚
- 馬爾地夫
- 摩洛哥
- 巴勒斯坦
- 索馬利蘭
- 突尼西亞
- 阿联酋

## 批評
對伊斯蘭教的批評在這個宗教成形的時候已經出現。早期的書面批判來自9世紀之前的基督徒，他們以神學的角度批判穆斯林及先知穆罕默德，例如指他們不承認耶穌的神性，因此他們並不是崇拜真正的上帝。許多人把伊斯蘭教視為基督教的異端，如基督教神學家大馬士革的聖約翰。聖約翰指《古蘭經》的內容並不合理，認為穆罕默德聲稱聽到天使加百列的聲音是瘋狂和一派胡言，他又質疑伊斯蘭教在婚姻、財產等事務上都要求證人的作證，但在信仰及經文的論證上卻沒有這種要求。拜占庭的尼基塔斯不相信《古蘭經》是神授啟示，並指責伊斯蘭教合理化殺害多神教教徒的行為。後來的腓力·墨蘭頓直指穆罕默德是敵基督，馬丁·路德形容穆斯林深信「《古蘭經》的謊話連篇」，卡爾·巴特更放言稱「穆罕默德的真主無異於其他的偶像崇拜」。
除了基督教，其他宗教也對伊斯蘭教提出了質疑。猶太哲學家伊本·卡姆那認為《古蘭經》是參考了猶太教的文獻，並指《古蘭經》的經文未能準確傳達《妥拉》的訊息。另一位猶太哲學家邁蒙尼德詳細研究過伊斯蘭教義學，對其中的一些假定和結論不表認同，並用「令人憎惡」來形容。印度教社團雅利安社視伊斯蘭教為威脅，他們出版的刊物不乏批評伊斯蘭教的內容，包括揶揄穆罕默德的多情及嘲諷伊斯蘭教的聖戰。
根據伊斯蘭教法而形成的政治制度及社會準則亦受到批評。由於由烏理瑪形成的教士階層壟斷了對伊斯蘭教法的解釋權，任何提出與已有做法有異或有違共識的行為會被視為是「比德阿」（標奇立異）或異端學說，烏理瑪重大而持續的影響力被視是穆斯林文化發展緩慢及沒有形成批判性思維的一個主因。教法又被指難容異教徒、提倡暴力、對婦女不公及接納奴隸制，法律學者安·伊麗莎白·邁耶指「伊斯蘭文明沒有形成有利於保護個人權利和自由的環境」，歷史學家伯納德·劉易斯亦指伊斯蘭教的文獻來源及歷史發展在本質上不利於民主、自由等概念的形成。
伊斯蘭恐怖主義引發的暴力事件及恐怖襲擊導致伊斯蘭恐懼症的彌漫。穆斯林受到敵視及被懷疑是恐怖分子，被人們定性為侵略性強，特別是在九一一襲擊事件後。大批穆斯林移民湧到歐洲使許多極右翼政黨以反穆斯林的立場作為選戰策略，法國的國民陣線認為法國正在面對穆斯林的「入侵」及伊斯蘭教的「宗教殖民」，意大利北方聯盟的領導人也稱穆斯林的真正目的是實現「對西方的文化殖民」，並揚言要抵抗「伊斯蘭教的入侵」及捍衛意大利的「天主教特色」。
马来西亚首相马哈迪·莫哈末曾说，伊斯兰教并不是压迫任何人的宗教，而伊斯兰教徒必须显示该教已经成功地发展这个国家。他呼吁伊斯兰教徒必须节制，并强调该教从来不鼓励强暴，包括在教徒身上。大马伊斯兰教徒将其宗教强加于他人身上是不合理的；伊斯兰教徒必须容忍其他伊斯兰教徒及非伊斯兰教徒。

### 引用
引用在线资料
1. 1 2 3 4 5 6 7  . Pew Research Centre. 2009-10-07  [2015-11-18]. （原始内容存档于2018-12-25） （英语）.
2. ↑  . Pew Research Centre. 2011-01-27  [2015-11-18]. （原始内容存档于2017-08-10） （英语）.
3. ↑  Burke, Daniel. . CNN. 2015-04-04  [2015-11-18]. （原始内容存档于2015-04-03） （英语）.
4. ↑  国家宗教事务局. . 中国政府网. 2005-09  [2024-04-01]. （原始内容存档于2023-11-12）.
5. ↑  . IRIN. 2012-06-01  [2015-11-30]. （原始内容存档于2015-11-30） （英语）.
6. ↑  . Islam Question and Answer.   [2015-12-02]. （原始内容存档于2015-12-02） （英语）.
7. ↑  . Islam Question and Answer.   [2015-12-02]. （原始内容存档于2015-12-02） （英语）.
8. ↑  . Islam Question and Answer.   [2015-12-02]. （原始内容存档于2015-12-02） （英语）.
9. ↑  Al-Khalili, Jim. . BBC. 2009-01-04  [2015-12-21]. （原始内容存档于2012-05-29） （英语）.
10. ↑  Al-Khalili, Jim. . The Guardian. 2008-01-30  [2015-12-21]. （原始内容存档于2015-12-20） （英语）.
11. ↑  Al-Khalili, Jim. . The Telegraph. 2008-01-29  [2015-12-21]. （原始内容存档于2015-12-21） （英语）.
12. ↑  Haviland, Charles. . BBC. 2007-09-30  [2015-12-21]. （原始内容存档于2012-07-30） （英语）.
13. ↑  . BBC. 2009-09-01  [2015-12-21]. （原始内容存档于2011-01-23） （英语）.
14. ↑  . BBC.   [2015-12-15]. （原始内容存档于2012-07-19） （英语）.
15. ↑  Mzioudet, Houda. . Libya Herald. 2013-09-04  [2015-12-23]. （原始内容存档于2015-12-23） （英语）.
16. ↑  Perrin, Andrew. . Time. 2003-10-10  [2015-12-28]. （原始内容存档于2013-09-24） （英语）.
17. ↑  . BBC News. 2007-04-29  [2015-12-28]. （原始内容存档于2012-05-29） （英语）.
18. ↑  . BBC News. 2006-10-15  [2015-12-28]. （原始内容存档于2012-05-29） （英语）.
19. ↑  . The Economist. 2014-01-03  [2015-12-28]. （原始内容存档于2016-01-05） （英语）.
20. ↑  . BBC News. 2011-08-09  [2015-12-28]. （原始内容存档于2016-01-31） （英语）.
21. ↑  Krikpatrick, David D. . The New York Times. 2011-12-03  [2015-12-28]. （原始内容存档于2018-03-16） （英语）.
22. ↑  . BBC News. 2010-12-26  [2015-12-28]. （原始内容存档于2016-02-28） （英语）.
23. ↑  Slackman, Michael. . The New York Times. 2007-01-28  [2015-12-28]. （原始内容存档于2018-03-16） （英语）.
24. ↑  Beech, Hannah. . Times. 2007-02-22  [2015-12-28]. （原始内容存档于2015-09-01） （英语）.
25. ↑  . The Economist. 2007-06-28  [2015-12-28]. （原始内容存档于2016-03-06） （英语）.
26. ↑  . Peace TV.   [2015-12-28]. （原始内容存档于2012-10-05） （英语）.
27. ↑  Onishi, Norimitsu. . The New York Times. 2001-11-01  [2015-12-28]. （原始内容存档于2013-01-04） （英语）.
28. ↑  . Oxford Reference.   [2015-12-30]. （原始内容存档于2015-12-23） （英语）.
29. ↑  . Oxford Reference.   [2015-12-30]. （原始内容存档于2015-12-22） （英语）.
30. ↑  Kramer, Martin. . Web Citation.   [2015-12-31]. （原始内容存档于2009-10-26） （英语）.
31. 1 2 3  . Pew Research Center. 2012-08-09  [2016-01-04]. （原始内容存档于2016-12-26） （英语）.
32. ↑  Alvi, Farhat.  (PDF).   [2016-01-04]. （原始内容存档 (PDF)于2016-02-03） （英语）.
33. ↑  . Central Intelligence Agency.   [2016-01-07]. （原始内容存档于2012-05-26） （英语）.
34. ↑  . U. S. Department of State.   [2019-12-04]. （原始内容存档于2019-12-04） （英语）.
35. ↑  Rab, Masood. . The Muslim Observer.   [2016-01-07]. （原始内容存档于2016-03-04） （英语）.
36. ↑  Michael Lipka; Conrad Hackett. . Pew Research Center. 2015-04-23  [2016-11-27]. （原始内容存档于2015-04-25）.
37. ↑  Melikian, Souren. . The New York Times. 2011-11-04  [2016-01-07]. （原始内容存档于2018-03-16） （英语）.
38. ↑  . Islam QA.   [2016-01-08]. （原始内容存档于2015-05-03） （英语）.
39. ↑  . Renaissance.   [2016-01-08]. （原始内容存档于2013-09-23） （英语）.
40. ↑  . The Palestinian Basic Law. 2008-02-17  [2019-12-16]. （原始内容存档于2012-06-29）.

引用其他出版物
1. ↑  Milton-Edwards（2004年），第12页
2. ↑  Arnold（2012年），第125-258页
3. 1 2 3  Sheldrake（2014年），第115页
4. ↑  Marshall Cavendish Corporation（2010年），第352页
5. ↑  Cornell（2007年），第186页
6. ↑  Thomas & Youssef（2006年），第85页
7. ↑  Esposito（2004年），第ix页
8. ↑  Rippin（2001年），第85页
9. ↑  Abdul-Rahman（2007年），第163页
10. ↑  馬堅（1981年），第106页
11. ↑  馬堅（1981年），第78页
12. ↑  馬堅（1981年），第146、400页
13. ↑  Esposito（1999年），第76-77页
14. ↑  Mahmutćehajić（2006年），第84页
15. ↑  陈至立 (编). . . 上海: 上海辞书出版社. 2019  [2024-04-01]. ISBN 978-7-5326-5325-6. （原始内容存档于2024-04-01）.
16. ↑  国务院. . 中华人民共和国国家民族事务委员会. 1956-06-02  [2010-06-30]. （原始内容存档于2024-04-02）.
17. ↑  Douglas-Klotz（2010年），第19-20页
18. ↑  馬堅（1981年），第246页
19. ↑  馬堅（1981年），第486页
20. ↑  馬堅（1981年），第１页
21. ↑  Swartley（2005年），第104页
22. ↑  Corduan（2013年），第132页
23. ↑  馬堅（1981年），第144页
24. ↑  Power（1913年），第860-872页
25. ↑  Marshall Cavendish Corporation（2010年），第137页
26. ↑  Breese & D'Aoust（2011年），第33页
27. ↑  馬堅（1981年），第332页
28. ↑  Baksh（2007年），第163页
29. ↑  Qasmi（2006年），第100页
30. ↑  Edzard & Szyska（1997年），第43-66页
31. ↑  Esposito（2004年），第18-19、21页
32. ↑  Faruqi（1987年），第1-25页
33. ↑  Meisami & Starkey（1998年），第453页
34. ↑  Anastaplo（2002年），第176页
35. ↑  Esposito（2004年），第79页
36. ↑  Iqbāl（2007年），第151页
37. ↑  Rogers（2009年），第114页
38. ↑  Esposito（1998年），第4页
39. ↑  Fitzpatrick & Walker（2014年），第16页
40. ↑  Brown（2009年），Quoting God: Hadith Qudsi
41. ↑  Weiss（2002年），第26页
42. ↑  Lebron（2012年），第129页
43. ↑  馬堅（1981年），第480页
44. ↑  Masri（1989年），第27页
45. ↑  Esposito（2011年），第130页
46. ↑  McMahon（2011年），第253页
47. ↑  馬堅（1981年），第1页
48. ↑  馬堅（1981年），第95页
49. ↑  馬堅（1981年），第481页
50. ↑  Penny（1999年），第14-15页
51. ↑  Maqsood（1995年），第32页
52. ↑  Rafiabadi（2007年），第1456页
53. ↑  Mohammad（1985年），第381-397页
54. ↑  Parrott（2011年），第77-78页
55. ↑  Ahmed（2001年），第60页
56. ↑  Cornell（2007年），第8-10页
57. ↑  Hewer & Anderson（2006年），第91-92页
58. ↑  Hewer & Anderson（2006年），第89页
59. ↑  Esposito（2004年），第275页
60. ↑  Budge（2001年），第123-128页
61. ↑  Keller，Ruether & Cantlon（2006年），第615页
62. ↑  Black，Esmaeili & Hosen（2013年），第49页
63. ↑  Curl（2006年），第507页
64. ↑  馬堅（1981年），第145页
65. 1 2  McMahon（2011年），第264页
66. ↑  Senturk（2007年），第71-72页
67. ↑  Ali（2015年），第262页
68. 1 2  Becchio & Schadé（2006年），Ramadan
69. ↑  Reza（2012年），第79页
70. ↑  Esposito（2004年），第90-91页
71. ↑  Egan（2002年），第25页
72. ↑  Davids（2006年），第178页
73. ↑  Cornell（2006年），第31-32页
74. ↑  Esposito（2004年），第103-104页
75. ↑  Dupree（2014年），第98页
76. ↑  Encyclopaedia Britannica, inc（2002年），第31页
77. ↑  Brown & Hussain（2014年），第449页
78. ↑  Shah（2011年），第31页
79. ↑  Esposito（2004年），第134页
80. ↑  Ramadan（2006年），第27-28页
81. ↑  Khan（2012年），第149页
82. ↑  Taghavi（2004年），第142页
83. ↑  Weiss（2002年），第3、161页
84. ↑  Glassé & Smith（2003年），第158页
85. ↑  Turner（2013年），第160-161页
86. ↑  Al-Kaysi（2015年），第60页
87. ↑  Campo（2009年），第149页
88. ↑  Esposito（2011年），第128-129页
89. ↑  Esposito（2011年），第119-120页
90. ↑  Campo（2009年），第198页
91. ↑  Riaz & Chaudry（2003年），第1页
92. ↑  Ali（2004年），第87页
93. ↑  Waines（2003年），第93-96页
94. ↑  Esposito（2004年），第95-96、235-241页
95. ↑  Hassan & Lewis（2009年），第46页
96. ↑  Mababaya（2003年），第202页
97. ↑  Krichene（2013年），第119页
98. ↑  Askari等（2011年），第75页
99. ↑  Mababaya（2003年），第169-170页
100. ↑  Shirazi（1996年），第14页
101. ↑  Frenkel & Lev（2009年），第159页
102. ↑  Iqbal & Amerah（1990年），第85页
103. ↑  Minhaji（2008年），第96页
104. ↑  Black（2011年），第76页
105. ↑  Böwering & Crone（2013年），第213页
106. ↑  Taminang（2008年），第56页
107. ↑  Ellwood & Alles（2008年），第223页
108. ↑  Firestone（1999年），第17-18页
109. ↑  Brockopp（2003年），第99-100页
110. 1 2  Firestone（1999年），第17页
111. ↑  Habeck（2006年），第108-109、118页
112. ↑  Peters（2005年），第55页
113. ↑  Peters（2009年），第8-9页
114. ↑  Campo（2009年），第573页
115. ↑  Ünal（2006年），第1323页
116. ↑  Deming（2015年），第396页
117. ↑  Watt（1956年），第227-228页
118. ↑  Mayfield（2012年），第374页
119. ↑  Lapidus（2014年），第41页
120. ↑  Pal（2011年），第38页
121. ↑  Bogle（1998年），第19页
122. ↑  Wynbrandt（2010年），第47页
123. ↑  Kyeyune（2013年），第217页
124. ↑  Fitzpatrick & Walker（2014年），第4页
125. ↑  Qasmi（2006年），第92页
126. ↑  Anderson & Anderson（2013年），第32页
127. ↑  Gwynne（2011年），第30页
128. 1 2  Mikaberidze（2011年），第628页
129. ↑  Waines（2003年），第46页
130. ↑  Mikaberidze（2011年），第904页
131. ↑  Esposito（2010年），第38页
132. ↑  Hofmann（2007年），第86页
133. ↑  Serjeant（1978年），第1-42页
134. ↑  Lapidus（2002年），第54页
135. ↑  Lapidus（2002年），第86页
136. ↑  Lapidus（2002年），第160页
137. ↑  Waines（2003年），第126-127页
138. ↑  Esposito（2010年），第88页
139. ↑  Doi（1984年），第110页
140. ↑  Waines（2003年），第120页
141. ↑  Lapidus（2002年），第90-91页
142. ↑  Esposito（2004年），第104-105页
143. ↑  Lapidus（2002年），第56页
144. ↑  Koenig & Shohaib（2014年），第24页
145. ↑  Huff（2017年），第152页
146. ↑  Bynum，Browne & Porter（2014年），第216页
147. ↑  Young（1998年），第242页
148. ↑  Makdisi（1989年），第175-182页
149. 1 2  Ahmad（2006年），第23、42、84页
150. ↑  Gorini（2003年），第53-55页
151. ↑  Peters（2009年），第294页
152. ↑  Lapidus（2002年），第104-143页
153. ↑  Turner（2011年），第85页
154. ↑  Tucker & Roberts（2008年），第917页
155. ↑  Wehrey（2010年），第92页
156. ↑  Lapidus（2002年），第234页
157. ↑  Stewart（2013年），第78-79页
158. ↑  El-Neil（2008年），第210页
159. ↑  Esposito（2004年），第51页
160. ↑  Ahmad（2006年），第170页
161. ↑  Lapidus（2002年），第380、489-493页
162. ↑  Haddad & Smith（2002年），第271页
163. ↑  Crossley等（1997年），第841页
164. ↑  Tibi（2008年），第203页
165. ↑  Nigosian（2004年），第41页
166. ↑  Esposito（2004年），第118-119、179页
167. ↑  Lapidus（2002年），第823-830页
168. ↑  Rippin（2001年），第288页
169. ↑  Goldman（1986年），第146-156页
170. ↑  Elsie（2001年），第18页
171. ↑  Ross（2015年），第38页
172. ↑  Esposito（2004年），第265页
173. ↑  馬景（2007年），第50-52页
174. ↑  Esposito（2011年），第49页
175. ↑  Esposito（2003年），第275、306页
176. ↑  Marshall Cavendish Reference（2011年），第113页
177. ↑  Sanyal（1998年），第635-656页
178. ↑  Campo（2009年），第601页
179. 1 2  Ahmed（1998年），第43页
180. ↑  Glassé & Smith（2003年），第233页
181. ↑  Ahmed（1998年），第48页
182. ↑  Blank（2001年），第26页
183. ↑  Michael（2007年），第175页
184. ↑  Kassymova，Kundakbayeva & Markus（2012年），第249页
185. ↑  Sharma（2010年），第265页
186. ↑  Cornell（2006年），第207页
187. ↑  Babou（2007年），第184-186页
188. ↑  Campo（2009年），第23-24页
189. ↑  Corduan（2009年），第186页
190. ↑  Betts（2013年），第14-15页
191. ↑  Campo（2009年），第323-324页
192. ↑  Qadri（1988年），第119页
193. ↑  Ba-Yunes & Kone（2006年），第172页
194. ↑  Whaling（1987年），第38页
195. ↑  Chatrath（2011年），第150页
196. ↑  Bennett（2010年），第2页
197. ↑  Mazrui & Mutunga（2004年），第115页
198. ↑  Belton & Hamid（2012年），第101页
199. ↑  Bagby，Perl & Froehle（2001年），第3页
200. ↑  Esposito（2010年），第56页
201. ↑  Hodgson（2009年），第85页
202. ↑  Ettinghausen，Grabar & Jenkins（2001年），第3页
203. ↑  Isichei（1997年），第175页
204. ↑  Bowe（2004年），第144页
205. ↑  Jayyusi & Marín（1992年），第1061页
206. ↑  Elias（2014年），Ritual
207. ↑  Curtis（2010年），第286页
208. ↑  Maqsood（1995年），第98-99页
209. ↑  Din（2009年），第20页
210. ↑  Monger（2004年），第170页
211. ↑  Lindsay（2005年），第202页
212. ↑  Tadjdini（2019年），The Object of Constitutions and Constitutionalism
213. ↑  O'Brien & Palmer（2016年），第24-25页
214. ↑  Briggs（2019年），第29页
215. ↑  Renard（2011年），第xviii页
216. ↑  Fahlbusch & Bromiley（1999年），第759页
217. ↑  Bennett（2008年），第69页
218. ↑  Schadler（2017年），第195-196页
219. ↑  Shihab（2011年），第60页
220. ↑  Al-Sharif（2010年），第131-132页
221. ↑  Brill（2012年），第164页
222. ↑  Rudavsky（2009年），第64-65页
223. ↑  Adcock（2014年），第133页
224. ↑  Warraq（2010年），Criticisms of Islamic Law
225. ↑  Detrick & Vlaardingerbroek（1999年），第56-57页
226. ↑  Yukleyen（2012年），第5-6页
227. ↑  Schaefer（2008年），第762页
228. ↑  Davies（2012年），第161页
229. ↑  Malik（2013年），第110页
230. ↑  《政见123》156页

## 外部連結
- 中國伊斯蘭聖傳真道網 （页面存档备份，存于）（简体中文）
- 伊斯蘭之光（繁體中文）
- 伊斯蘭教中國網 （页面存档备份，存于）（繁體中文）（英文）（阿拉伯文）
- 伊斯蘭教 （页面存档备份，存于）（英文）－帕斯鷗斯圖書館
- 伊斯蘭教 （页面存档备份，存于）（英文）－大英百科全書
- 伊斯蘭教（英文）－開放式目錄
- 伊斯蘭教（書目） （页面存档备份，存于）（英文）－古騰堡計劃
- 有關伊斯蘭教的政府出版刊物（英文）－科羅拉多大學博爾德分校